# 지진 목록

1900년부터 2017년까지 일어난 규모 M_{w}6.0 이상의 세계 지진 분포도.

다음은 지구에서 일어난 지진 목록을 정리한 문서이다. 아래에는 지진 발생 시기, 지역, 국가, 연도, 규모, 피해 규모, 사망자수, 발간된 논문 개수 등의 기준으로 지진을 나열했다.

## 연도별 사망자수가 가장 많았던 지진
| 연도 | 규모      | 진앙                                                         | 진원 깊이 (km) | MMI       | 참조 | 지진                                          | 날짜               |
| ---- | --------- | ------------------------------------------------------------ | -------------- | --------- | --- | --------------------------------------------- | ------------------ |
| 1937 | 6.9       | 중화민국 산둥성                                              | 25.0           | IX        | 14시간 간격으로 규모 M6.9와 M6.7의 지진이 발생했으며, 두 지진으로 3,252명이 사망하고 12,701명이 부상을 입었다. | 허쩌 대지진                                   | 7월 31일           |
| 1938 | 6.7       | 튀르키예 키르셰히르주                                        | 10.0           | IX        | 224명이 사망했다. | 1938년 키르셰히르 지진                        | 4월 19일           |
| 1939 | 7.8       | 튀르키예 에르진잔주                                          | 20.0           | XII       | 32,700명 이상 사망했다. | 1939년 에르진잔 지진                          | 12월 27일          |
| 1940 | 7.7       | 루마니아 왕국 브란체아주                                     | 133.0          | X         | 루마니아와 몰도바에서 1,000명 이상 사망했다. 부큐레슈티 지진이라고도 불린다. | 1940년 브란체아 지진                          | 11월 10일          |
| 1941 | 5.8       | 예멘 무타와킬 왕국 라지흐구                                  | 35.0           | VIII      | 1,200명 이상이 사망했다. | 1941년 자발 라지흐 지진                       | 1월 11일           |
| 1942 | 7.0       | 튀르키예 에르바아                                            | 10.0           | IX        | 3,000명이 사망했다. | 1942년 닉사르-에르바아 지진                   | 12월 20일          |
| 1943 | 7.5-7.7   | 튀르키예 창키리                                              | 20.0           | XI        | 대략 2,824명에서 5,000명이 사망했다. | 1943년 토시아-라디크 지진                     | 11월 27일          |
| 1944 | 7.0       | 아르헨티나 산후안주                                          | 15.0           | IX        | 10,000명이 사망했다. | 1944년 산후안 지진                            | 1월 15일           |
| 1945 | 8.1       | 영국령 인도 제국 마크란 해안                                 | 15.0           | X         | 300명에서 4,000명이 사망했다. | 1945년 발루치스탄 지진                        | 11월 28일          |
| 1946 | 7.8       | 도미니카 공화국 사마나주                                     | 15.0           | IX        | 2,550명이 사망했다. | 1946년 도미니카 공화국 지진                   | 8월 4일            |
| 1947 | 6.9       | 이란 남호라산주                                              | 15.0           | VIII      | 500명이 사망했다. | 1947년 이란 지진                              |                    |
| 1948 | 7.3       | 소련 투르크멘 소비에트 사회주의 공화국                       | 15.0           | X         | 10,000명에서 110,000명이 사망했고, 진앙 인근의 아시가바트 도시가 완전히 파괴되었다. | 아시가바트 지진                               | 10월 6일           |
| 1949 | 7.5       | 소련 타지크 소비에트 사회주의 공화국                         | 18.0           | IX        | 12,000명이 사망했고 사망자 대부분은 호이트에서 거대 산사태와 화재로 인해 발생했다. | 1949년 카이트 지진                            | 7월 10일           |
| 1950 | 8.6       | 인도 아삼주                                                  | 15.0           | XI        | 대륙판끼리의 충돌형 경계에서 발생한 가장 큰 규모의 지진이다. 지진으로 4,800명이 사망했다. | 1950년 아삼-티베트 지진                       | 8월 15일           |
| 1951 | 6.5       | 엘살바도르 해역                                              | 85.0           |           | 1,100명이 사망했다. | 1951년 엘살바도르 지진                        | 5월 6일            |
| 1952 | 9.0       | 소련 러시아 소비에트 연방 사회주의 공화국                    | 21.6           | XI        | 최대 높이 18 m에 달하는 거대한 지진해일로 2,336명에서 20,000명이 사망했다. | 1952년 세베로쿠릴스크 지진                    | 11월 5일           |
| 1953 | 7.3       | 튀르키예 발리케시르주                                        | 10.0           | IX        | 1,070명이 사망했고 US$3,570,000 규모의 재산피해가 발생했다. | 1953년 예니제–괴넨 지진                       | 3월 18일           |
| 1954 | 6.7       | 프랑스령 알제리 슐레프주                                     | 15.0           | XI        | 1,243명이 사망하고 5,000명이 부상을 입었다. 가옥 6,000채가 붕괴되었다. | 1954년 슐레프주 지진                          | 9월 9일            |
| 1955 | 7.4       | 필리핀 삼보앙가반도 지방                                     | 35.0           | VIII      | 465명이 사망하고 라나오호 지역에 큰 피해가 발생했다. | 1955년 라나오 지진                            | 3월 31일           |
| 1956 | 6.4       | 이란 제국 호르모즈간주                                       | 15.0           | VII       | 347명이 사망했다. | 1956년 호르모즈간 지진                        | 10월 31일          |
| 1957 | 6.7       | 이란 제국 하마단주                                           | 15.0           | VII       | 1,200명이 사망했다. | 1957년 파르시나즈 지진                        | 12월 13일          |
| 1958 | 6.7       | 이란 제국 로레스탄주                                         | 15.0           | VII       | 158명이 사망했다. | 1958년 로레스탄 지진                          | 8월 16일           |
| 1959 | 7.3       | 미국 와이오밍주                                              | 5.0            | X         | 28명이 사망했다. 대부분은 산사태로 사망했다. | 1959년 허브건호 지진                          | 8월 18일           |
| 1960 | 5.8       | 모로코 수스마사 지방                                         | 15.0           | X         | 모로코 역사상 사망자가 제일 많았던 지진이다. 총 12,000-15,000명이 사망했다. | 1960년 아가디르 지진                          | 2월 29일           |
| 1961 | 6.4       | 이란 제국 파르스주                                           | 15.0           | VIII      | 60명이 사망했다. | 1961년 파르스 지진                            | 6월 11일           |
| 1962 | 7.0       | 이란 제국 카즈빈주                                           | 10.0           | IX        | 12,225명이 사망했다. | 1962년 부인자흐라 지진                        | 9월 1일            |
| 1963 | 6.1       | 유고슬라비아 사회주의 연방 공화국 마케도니아 사회주의 공화국 | 15.0           | X         | 1,070명이 사망했고 스코페의 80%가 파괴되었다. | 1963년 스코페 지진                            | 7월 26일           |
| 1964 | 9.2       | 미국 알래스카주                                              | 25.0           | XI        | 북아메리카에서 가장 큰 규모의 지진이자, 당시 역사상 1960년 발디비아 지진 이후 두 번째로 규모가 큰 지진이었다. 131명이 사망했으며 그 중에 9명이 쓰나미로 사망했다. | 1964년 알래스카 지진                          | 3월 27일           |
| 1965 | 7.4       | 칠레 발파라이소주                                            | 70.0           | IX        | 400명이 사망했는데 대부분 지진으로 엘코브레댐이 붕괴되어 발생했다. | 1965년 발파라이소 지진과 엘코브레댐 붕괴 사고 | 3월 28일           |
| 1966 | 6.8       | 중화인민공화국 허베이성                                      | 20.0           | IX        | 8,064명이 사망했고 38,000명이 부상을 입었다. 이 해 3월에 중국 허베이성에서 발생한 지진군 중 가장 큰 규모의 지진이다. | 싱타이 지진                                   | 3월 22일           |
| 1967 | 6.6       | 베네수엘라 바르가스주                                        | 25.0           | VIII      | 225명에서 300명이 사망했으며 1,500명 이상이 부상을 입었다. 카라카스에서 대부분의 사망자가 발생했다. | 1967년 카라카스 지진                          | 7월 29일           |
| 1968 | 7.1       | 이란 제국 남호라산주                                         | 10.0           | X         | 본진과 그 다음날 강한 여진으로 총 15,900명이 사망했다. | 1968년 다스트에바야즈-페르두스 지진           | 8월 31일           |
| 1969 | 6.4       | 중화인민공화국 광둥성                                        | 20.0           | VIII      | 3,000명이 사망했다. 가옥 46,700채가 파괴되거나 파손되었다. 홍콩에서도 흔들림이 느껴졌다. | 1969년 양장 지진                              | 7월 25일           |
| 1970 | 7.9       | 페루 앙카시주                                                | 45.0           | VIII      | 페루 역사상 가장 많은 사망자가 발생한 지진이다. 거의 70,000명이 사망했다. 대부분은 토석류 산사태로 사망했다. | 1970년 페루 지진                              | 5월 31일           |
| 1971 | 6.9       | 튀르키예 빙괼주                                              | 10.0           | VIII      | 875명이 사망했다. 가옥 5,583채가 심한 피해를 입었고, 3,418채가 중간 정도의 피해를 입었으며 3,638채가 경미한 피해를 입었다. | 1971년 빙괼 지진                              | 5월 22일           |
| 1972 | 6.6       | 이란 제국 파르스주                                           | 10.0           | IX        | 추정 사망자수는 5,374명이며 부상자수는 1,710명이다. 일부 출처에서는 30,000명까지 사망자를 놓기도 한다. | 1972년 키르 지진                              | 4월 10일           |
| 1973 | 7.6       | 중화인민공화국 쓰촨성                                        | 11.0           | X         | 2,199명이 사망했고 2,743명이 부상을 입었다. | 1973년 루훠 지진                              | 2월 6일            |
| 1974 | 7.1       | 중화인민공화국 윈난성                                        | 14.0           | IX        | 1,641명에서 20,000명이 사망했다. | 다관 지진                                     | 5월 10             |
| 1975 | 6.7       | 튀르키예 디야르바키르주                                      | 26.0           | IX        | 2,311명이 사망했다. 리제 마을이 지진으로 완전히 파괴되었다. | 1975년 리제 지진                              | 9월 6              |
| 1976 | 7.6       | 중화인민공화국 허베이성                                      | 12.2           | XI        | 공식 기록에 따르면 총 242,719명이 사망했으나, 일부 출처에서는 최대 655,000명까지 주장하기도 한다. 20세기 기준 사망자가 가장 많은 지진이자 역사상 2-3번째로 사망자가 많은 지진이다. | 탕산 지진                                     | 7월 28일           |
| 1977 | 7.5       | 루마니아 사회주의 공화국 브란체아주                          | 85.3           | IX        | 1,578명이 사망했다. (그 중 1,424명이 부쿠레슈티에서 사망) 또한 루마니아에서만 11,221명이 부상을 입었다. 이웃한 불가리아에서는 120명이 사망했고 165명이 부상을 입었으며 몰도바 (당시 몰도바 SSR)에서는 2명이 사망했다. | 1977년 브란체아 지진                          | 3월 4일            |
| 1978 | 7.4       | 이란 제국 야즈드주                                           | 33.0           | IX        | 15,000명에서 25,000명이 사망했으며 사망자 중 85%가 타바스에서 발생했다. | 1978년 타바스 지진                            | 9월 16일           |
| 1979 | 8.2       | 콜롬비아 나리뇨주                                            | 33.0           | IX        | 300명에서 600명이 지진과 쓰나미로 사망했으며, 사망자 대부분은 쓰나미로 발생했다. | 1979년 투마코 지진                            | 12월 12일          |
| 1980 | 7.3       | 알제리 슐레프주                                              | 10.0           | X         | 2,633명에서 5,000명이 사망했으며, 8,369명에서 9,000명이 부상을 입었다. 이 지진은 1790년 이후 아틀라스산맥에서 일어난 가장 큰 규모의 지진이다. | 1980년 엘아스남 지진                          | 10월 10일          |
| 1981 | 6.6 & 7.1 | 이란 케르만주                                                | 33.0           | VIII & IX | 두 지진으로 총 3,000명이 사망했다. 두 지진은 6주 간격을 두고 발생했다. | 1981년 골바프 지진, 1981년 시르츠 지진        | 6월 11일, 7월 28일 |
| 1982 | 6.2       | 예멘 아랍 공화국 다마르주                                    | 10.0           | VIII      | 2,800명이 사망했고 1,500명이 부상을 입었으며 700,000명이 집을 잃었다. | 1982년 북예멘 지진                            | 12월 13일          |
| 1983 | 6.6       | 튀르키예 에르주룸주                                          | 15.0           | IX        | 1,340명이 부상을 입었으며 마을 50곳이 파괴되었다. | 1983년 에르주룸 지진                          | 10월 30일          |
| 1984 | 6.3       | 일본 나가노현                                                | 2.0            | VIII      | 14명이 사망하고 10명이 부상을 입었으며 15명이 실종되었다. | 나가노현 서부 지진                            | 9월 13일           |
| 1985 | 8.0       | 멕시코 미초아칸주                                            | 20.0           | IX        | 5,000명에서 45,000명이 사망했고 30,000명이 부상을 입었다. 진앙지와는 거리가 매우 멀지만 멕시코시티에서 가장 많은 피해가 발생했다. | 1985년 멕시코시티 지진                        | 9월 19일           |
| 1986 | 5.7       | 엘살바도르 산살바도르주                                      | 10.0           | IX        | 1,000–1,500명이 사망하고 10,000–20,000명이 부상을 입었다. 200,000명은 집이 무너저 난민이 되었으며 산살바도르에서 심각한 피해가 발생했다. | 1986년 산살바도르 지진                        | 10월 10일          |
| 1987 | 7.1       | 에콰도르 수쿰비오스주                                        | 10.0           | IX        | 1,000명이 사망하고 5,000명이 실종되었다. | 1987년 에콰도르 지진                          | 3월 6일            |
| 1988 | 6.8       | 소련 아르메니아 소비에트 사회주의 공화국                     | 5.0            | X         | 25,000명에서 50,000명이 사망했으며 130,000명 이상이 부상을 입었다. 리히터 규모 5.8의 여진이 본진 직후 발생했다. 지진으로 터키에서도 4명이 사망했다. | 1988년 아르메니아 지진                        | 12월 7일           |
| 1989 | 5.3       | 소련 타지크 소비에트 사회주의 공화국                         | 33.0           | VII       | 274명 이상이 사망했다. 사망자 대부분은 지진 직후 발생한 산사태로 3개 마을이 피해르 입으면서 발생했다. | 1989년 기사르 지진                            | 1월 23일           |
| 1990 | 7.4       | 이란 길란주                                                  | 18.5           | X         | 35,000명에서 40,000명이 사망했으며, 60,000명에서 108,000명이 부상을 입었고 북이란에서 105,000명에서 450,000명이 집을 잃고 실향민이 되었는데 대부분이 만질-루드바르 지역과 테헤란에서 피해가 집중되었다. 아제르바이잔(당시 소련)에서도 약간의 피해가 있었다. | 1990년 이란 지진                              | 6월 21일           |
| 1991 | 6.8       | 인도 우타르프라데시주                                        | 11.6           | IX        | 768명에서 2,000명이 사망했으며 1,800명이 부상을 입었고 차몰리-우타르카시 지역에서 18,000채의 건물이 피해를 입었다. 찬디가르와 뉴델리에서도 약간의 피해가 발생했다. | 1991년 우타르카시 지진                        | 10월 20일          |
| 1992 | 7.8       | 인도네시아 플로레스해 해역                                   | 27.7           | VIII      | 플로레스해 지역에서 2,500명이 사망하거나 실종되었다. 마우메레에서 1,490명이, 바비에서 700명이 사망했다. 500명 이상이 부상을 입었고 90,000명이 집을 잃고 실향민이 되었다. 칼라오토아에서는 90명이 사망하고 집 130채가 파괴되었다. 지진과 쓰나미로 마우메레에서는 건물의 90% 가까이가 파괴되었고 플로레스해 연안 섬의 구조물 중 50-80%가 파괴되었다. 숨바섬와 알로르 군도에서도 피해가 발생했다. 플로레스해의 쓰나미는 최대 높이가 25 m에 달했으며 내륙 300 m 안쪽까지 닿았다. 또한 여러 섬에서 산사태와 지반 균열도 나타났다. | 1992년 플로레스해 지진                        | 12월 12일          |
| 1993 | 6.3       | 인도 마하라슈트라주                                          | 10.0           | VIII      | 최소 9,748명이 사망했고 30,000명이 부상을 입었으며 라투르-오스마나바드 지역에 집중적인 피해가 발생했다. 킬라리 마을에서는 모든 건물이 붕괴되는 피해를 입었다. | 1993년 라투르 지진                            | 9월 29일           |
| 1994 | 6.8       | 콜롬비아 카우카주                                            | 12.1           | IX        | 거의 1,100명이 사망했으며 500명이 실종되었고 13,000명이 실향민이 되었다. 카우카주, 우일라주, 톨리마주, 바예델카우카주에서는 지진으로 산사태가 일어나 수많은 집과 고속도로, 다리가 피해를 입었다. 토리비오에서 25채, 피엔다모에서 15채를 포함해 최소 주택 200채가 붕괴되었다. 보고타와 칼리에서도 지진 피해를 입었다. | 1994 파에스강 지진                            | 6월 6일            |
| 1995 | 6.9       | 일본 효고현                                                  | 21.9           | XI        | 피해 내용은 한신·아와지 대진재 문서 참조. 6,434명이 사망했고 43,792명이 부상을 입었다. 고베시와 아와지섬 지역에 진도7을 관측하고 대부분의 피해가 집중되었다. 사망자의 90% 이상이 고베시와 니시노미야시 사이 혼슈 남부 연안 지역에 집중되었다. 니시노미야에서는 산사태로 최소 28명이 사망했다. 약 31만명이 임시 대피소로 대피했다. 200,000채 이상의 건물이 붕괴되거나 손상을 입었다. 진앙 인근에서는 수많은 화재와 가스, 수도관 단선, 정전이 발생했다.                                                                        | 효고현 남부 지진                              | 1월 17일           |
| 1996 | 6.6       | 중화인민공화국 윈난성                                        | 10.0           | X         | 322명이 사망했고 16,925명이 부상을 입었다. 주택 358,000채가 붕괴되었으며 654,000채가 손상을 입었다. 320,000명 이상이 집을 잃고 실향민이 되었다. | 1996년 리장 지진                              | 2월 3일            |
| 1997 | 7.3       | 이란 호라산주                                                | 10.0           | X         | 2,394명이 사망했으며 2,300명이 부상을 입고 50,000명이 실향민이 되었다. 10,533채의 가옥이 파괴되었고 5,474채가 손상을 입었으며 비르잔드-카엔 지역에 산사태가 발생했다. | 1997년 카옌 지진                              | 5월 10일           |
| 1998 | 6.6       | 아프가니스탄 이슬람 토후국 타하르주                          | 33.0           | VII       | 최소 4,500명이 사망했으며 수천명이 부상을 입거나 실향민이 되었다. 대부분의 피해는 바다흐샨주와 타하르주에 집중되었다. | 1998년 5월 아프가니스탄 지진                  | 5월 30일           |
| 1999 | 7.6       | 튀르키예 이즈미트                                            | 17.0           | X         | 최소 17,127명이 사망했고 43,953명이 부상을 입었으며 250,000명 이상이 실향민이 되었다. | 1999년 이즈미트 지진                          | 8월 17일           |
| 2000 | 7.9       | 인도네시아 응가노섬                                          | 44.0           | VI        | 103명이 사망했고 2,585명이 부상을 입었다. | 2000년 응가노 지진                            | 6월 4일            |
| 2001 | 7.7       | 인도 부지                                                    | 16.0           | X         | 20,085명이 사망했으며 166,800명 이상이 부상을 입었다. 백만 채가 넘는 건물이 붕괴되거나 파손되었으며 1900년 이후 인도에서 일어난 지진 중 3번째로 규모가 큰 지진이다. | 구자라트 지진                                 | 1월 26일           |
| 2002 | 7.4 & 6.1 | 아프가니스탄 이슬람국 바글란주                               | 8.0            | VII       | 1,166명이 사망했고 200명이 부상을 입었다. 중국 신장 위구르 자치구의 신커우 저수지에 폭 45 m의 균열이 생기기도 했다. | 2002년 힌두쿠시 지진                          | 3월 3일, 25일      |
| 2003 | 6.6       | 이란 밤                                                      | 10.0           | IX        | 26,271명이 사망하고 30,000명이 부상을 입었다. 지진으로 밤 시가지가 거의 완전히 붕괴하는 피해를 입었고 밤 요새도 완전히 붕괴되었다. | 2003년 밤 지진                                | 12월 26일          |
| 2004 | 9.1       | 인도네시아 수마트라섬 해역                                   | 30.0           | IX        | 1900년 이후 전 세계의 지진 중 3번째로 규모가 큰 지진이자 1964년 알래스카 지진 이후로 가장 규모가 큰 지진이다. 지진과 쓰나미로 최소 227,898명이 사망했으며 수백만 명이 부상을 입었고 남아시아와 동아프리카 일대의 1,126,900명이 지진과 쓰나미로 난민이 되었다. | 2004년 인도양 지진해일                        | 12월 26일          |
| 2005 | 7.6       | 파키스탄 발라코트                                            | 15.0           | XI        | 인도와 파키스탄에서 최소 87,351명이 사망했고 138,000명이 부상을 입었다. 가장 큰 피해는 무자파라바드 지역에 집중되었지만 그외에도 파키스탄 거의 전역에서 지진 피해가 발생했다. 추가로 가축 250,000마리가 축사 붕괴 등으로 폐사했고 500,000마리 이상의 대형 가축은 혹독한 겨울을 피하기 위한 피난처가 즉시 필요했다. | 2005년 카슈미르 지진                          | 10월 8일           |
| 2006 | 6.4       | 인도네시아 욕야카르타                                        | 10.0           | IX        | 최소 28,903명이 사망했고 137,883명이 부상을 입었으며 반툴-욕야카르타 지역에서 779,287명이 난민이 되었다. 최소 주택 127,000채가 붕괴되었고 451,000채가 손상을 입었으며 재산 피해는 대략 미화 31억 달러에 달한다. | 2006년 5월 자와섬 지진                        | 5월 27일           |
| 2007 | 8.0       | 페루 이카                                                    | 39.0           | IX        | 최소 519명이 사망했고 1,090명이 부상을 입었으며 건물 39,700채가 붕괴괴더나 손상을 입었다. | 2007년 페루 지진                              | 8월 15일           |
| 2008 | 8.0       | 중화인민공화국 쓰촨성                                        | 19.0           | XI        | 최소 87,587명이 사망했고 374,643명이 부상을 입었으며 18,392명이 실종되었거나 시신을 찾을 수 없었다. 중국 내 10개 성에서 4억 5,500만명 이상이 지진 피해를 입었다. 1,500만명 이상이 집을 떠나 피난갔으며 5백만명 이상이 실향민이 되었다. 대략 536만채의 건물이 붕괴되었으며 2,100만채 이상의 건물이 파손되었다. 재산 피해는 860억 달러에 달한다. | 2008년 쓰촨 대지진                            | 5월 12일           |
| 2009 | 7.6       | 인도네시아 파당 해역                                         | 90.0           | VII       | 최소 1,115명이 사망했고 2,181명이 부상을 입었으며 건물 181,665채가 붕괴되거나 파손되었으며 파당에 사는 451,000명 이상이 실향민이 되었다. 재산 피해는 230억 달러에 달한다. | 2009년 수마트라 지진                          | 9월 30일           |
| 2010 | 7.0       | 아이티 레오가느                                              | 13.0           | X         | 지진으로 92,000명에서 316,000명이 사망했으며 300,000명이 부상을 입었다. 130만명이 실향민이 되었으며 주택 97,294채가 붕괴되었고 188,383채가 파손되었다. 대부분의 피해는 포르토프랭스 등 아이티 남부에 집중되었다. | 2010년 아이티 지진                            | 1월 12일           |
| 2011 | 9.1       | 일본 미야기현 해역                                           | 29.0           | IX        | 피해 내용은 동일본대진재 문서 참조. 최소 19,747명이 사망했으며 2,556명이 실종되었고 6,242명이 부상을 입었으며 130,927명이 실향민이 되었다. 건물 332,395채, 도로 2,126개 지점, 다리 56개와 철도 26개 지점이 지진과 이어진 쓰나미로 파괴되었다. 대부분의 피해는 아오모리현부터 지바현까지 일본 태평양 연안 지역에 집중되었다. | 도호쿠 지방 태평양 해역 지진                  | 3월 11일           |
| 2012 | 6.4       | 이란 동아제르바이잔주                                        | 9.0            | VIII      | 최소 306명이 사망했으며 3,037명이 부상을 입었다. 진앙지 인근 마을 4곳이 파괴되었으며 60곳이 심각한 피해를 입었다. | 2012년 동아제르바이잔주 지진                  | 8월 11일           |
| 2013 | 7.7       | 파키스탄 발루치스탄                                          | 15.0           | IX        | 최소 825명이 사망했고 700명이 부상을 입었다. 진앙지인 발루치스탄에서 주택 21,000채가 붕괴되거나 파손을 입었다. | 2013년 파키스탄 지진                          | 9월 24일           |
| 2014 | 6.2       | 중화인민공화국 윈난성                                        | 10.0           | IX        | 진앙지인 루뎬현에서 최소 729명이 사망하고 3,143명이 부상을 입었으며 주택 42,000채가 붕괴되거나 파손을 입었다. | 2014년 루뎬현 지진                            | 8월 3일            |
| 2015 | 7.8       | 네팔 고르카구                                                | 8.2            | X         | 최소 9,182명이 사망했고 25,482명이 부상을 입었으며 주택 769,817채가 파괴되거나 파손을 입었다. 피해 수치는 다음 달인 5월 12일 일어난 규모 M7.3 여진의 피해를 합친 것이다. | 2015년 4월 네팔 지진                          | 4월 25일           |
| 2016 | 7.8       | 에콰도르 에스메랄다스                                        | 20.6           | VIII      | 최소 676명이 사망했고 27,732명이 부상을 입었으며 건물 7,000채가 붕괴되거나 파손되었다. 대부분의 피해는 페데르날레스와 인근 지역에 집중되었다. | 2016년 에콰도르 지진                          | 4월 16일           |
| 2017 | 7.3       | 이란-이라크 국경 지역                                        | 19.0           | IX        | 최소 630명이 사망했고 8,100명 이상이 부상을 입었으며 70,000명이 난민이 되었다. 가옥 12,000채가 붕괴되었고 15,000채 이상이 파손되었다. | 2017년 이란·이라크 지진                       | 11월 12일          |
| 2018 | 7.5       | 인도네시아 팔루                                              | 20.0           | X         | 최소 4,340명이 부상을 입었으며 10,679명이 부상을 입었고 150만명 이상이 난민이 되었다. 대부분의 사상자와 피해는 7 m 이상의 쓰나미가 들이닥친 동갈라현에 집중되었다. 시기현에서는 15 m 이상의 쓰나미가 닥쳤다는 확인되지 않은 기록도 있다. | 2018년 술라웨시 지진                          | 9월 28일           |
| 2019 | 6.4       | 알바니아 두러스                                              | 10.0           | VIII      | 최소 51명이 사망했고 3,000명이 부상을 입었으며 건물 여러 채가 붕괴되었다. | 2019년 알바니아 지진                          | 11월 26일          |
| 2020 | 7.0       | 에게해 해역                                                  | 21.0           | VIII      | 최소 119명이 사망했고 1,096명이 부상을 입었으며 그리스와 터키 해안에 최대 6 m 높이의 쓰나미가 들이닥쳤다. 대부분의 피해와 사상자는 터키 해안지역에 집중되었다. | 2020년 에게해 지진                            | 10월 30일          |
| 2021 | 7.2       | 아이티 니프주                                                | 10.0           | IX        | 최소 2,248명이 사망했으며 12,763명이 부상을 입었다. 레카이에서는 건물 136,800채가 파괴되었다. | 2021년 아이티 지진                            | 8월 14일           |
| 2022 | 6.0       | 아프가니스탄 호스트주                                        | 10.0           | VIII      | 최소 1,163명이 사망하고 6,027명이 부상을 입었다. 수많은 건물이 붕괴되었다. | 2022년 6월 아프가니스탄 지진                  | 6월 21일           |
| 2023 | 7.8       | 튀르키예 동남아나톨리아 지역                                 | 17.9 10.0      | XII       | 모멘트 규모 M7.8의 본진이 일어났고 9시간 후 M7.7 규모의 유발지진이 발생했다. 튀르키예와 시리아를 중심으로 최소 57,350명이 사망했다. | 2023년 튀르키예-시리아 지진                   | 2월 6일            |
| 2024 | 7.5       | 일본 이시카와현                                              | 10.0           | IX        | 지진으로 526명이 사망, 1,326명이 부상을 입었고 3명이 실종되었다. 최대 6.58 m 높이의 지진해일이 동해 전역을 강타했다. 이 지진은 2016년 구마모토 지진 이후 일본에서 사상자가 가장 많은 지진이다. | 2024년 노토반도 지진                          | 1월 1일            |
| 2025 | 7.7       | 미얀마 저가잉도                                              | 10.0           | X         | 지진으로 5,456명이 사망, 11,404명이 부상을 입었다. 미얀마 근대 지진 관측 역사상 가장 큰 규모의 지진으로 기록되었다. | 2025년 미얀마 지진                            | 3월 28일           |

## 연도별 규모가 가장 컸던 지진
| 연도 | 규모    | 진앙                                                | 진원 깊이 (km) | MMI  | 참조 | 사망자수      | 부상자수 | 지진                          | 날짜      |
| ---- | ------- | --------------------------------------------------- | -------------- | ---- | --- | ------------- | -------- | ----------------------------- | --------- |
| 1937 | 7.8     | 중화민국 칭하이성                                   | 15.0           | VIII | - | 0             | 0        | [ 8 ]                         | 1월 7일   |
| 1938 | 8.5–8.6 | 네덜란드령 동인도 제도 말루쿠주 해역                | 60.0           | VII  | 반다해 연안 지역에서 최대 1.5 m 높이의 쓰나미가 관측되었다. | 0             | 0        | 1938년 반다해 지진            | 2월 1일   |
| 1939 | 8.1     | 네덜란드령 동인도 제도 중앙술라웨시주               | 150.0          | VII  | - | 0             | 0        | [ 9 ]                         | 12월 21   |
| 1940 | 8.2     | 페루 리마주                                         | 45.0           | VIII | 최대 2 m 높이의 쓰나미가 피해를 주었다. | 179–300       | 3,500    | 1940년 리마 지진              | 5월 24일  |
| 1941 | 8.0     | 일본 제국 미야자키현 해역                           | 35.0           | VII  | 규슈와 시코쿠에 최대 1.2 m 높이의 쓰나미가 관측되었다. | 2             | 0        | 1941년 휴가나다 지진          | 11월 18일 |
| 1942 | 8.2     | 페루 이카주                                         | 35.0           | IX   | 카야오에서 최대 1.6 m 높이의 쓰나미가 관측되었다. | 30            | 25       | 1942년 페루 지진              | 8월 24일  |
| 1943 | 7.9–8.2 | 칠레 코킴보주                                       | 35.0           | VIII | 해안 지역의 쓰나미로 피해가 발생했다. | 11            | 0        | 1943년 오바예 지진            | 4월 6일   |
| 1944 | 8.0     | 일본 제국 와카야마현 해역                           | 30.0           | VIII | 도카이 지방이 강한 지진과 최대 10 m 높이 쓰나미로 피해가 발생했다. | 1,223         | 2,135    | 쇼와 도난카이 지진            | 12월 7일  |
| 1945 | 8.1     | 영국령 인도 제국 발루치스탄 해역                    | 15.0           | X    | 마크란 해안 지역에 최대 15 m 높이의 쓰나미가 발생해 피해를 입었다. | 4,000         | 0        | 1945년 발루치스탄 지진        | 11월 27일 |
| 1946 | 8.6     | 미국 알래스카주                                     | 15.0           | VI   | 대부분의 피해과 사상자는 최대 17 m 높이의 쓰나미를 관측한 하와이에 집중되었다. 유니맥섬에서도 5명이 사망했다. | 173           | 0        | 1946년 알류샨 열도 지진       | 4월 1일   |
| 1947 | 7.6     | 네덜란드령 동인도 제도 파푸아주 해역                | 15.0           | VI   | - | 0             | 0        | [ 10 ]                        | 5월 27일  |
| 1947 | 7.6     | 페루 후닌주                                         | 20.0           | IX   | 여러 피해와 산사태가 발생했다. 리마에서도 지진의 흔들림이 느껴졌다. | 2,233         | 0        | 1947년 사티포 지진            | 11월 1일  |
| 1948 | 7.8     | 필리핀 파나이섬                                     | 15.0           | X    | 큰 피해가 발생했으며 최대 2 m 높이의 쓰나미도 발생했다. | 50            | 0        | 1948년 레이디 케이케이 지진   | 1월 24일  |
| 1949 | 8.0     | 캐나다 하이다과이                                   | 10.0           | VIII | 작은 피해가 있었으며 최대 0.6 m의 쓰나미가 관측되었다. | 0             | 0        | 1949년 퀸 샬럿 제도 지진      | 8월 22일  |
| 1950 | 8.6     | 인도 아삼-중국 티베트 국경 지대                     | 15.0           | XI   | 관측한 충돌형 경계에서 발생한 지진 중 가장 큰 규모의 지진이다. | 4,800         | 0        | 1950년 아삼-티베트 지진       | 8월 15일  |
| 1951 | 7.8     | 타이완 화둥쭝구                                     | 30.0           | VII  | 이 해 타이완 지역에 발생한 지진군 중 가장 큰 규모의 지진이다. | 85            | 1,200    | 1951년 화둥쭝구 군발지진      | 11월 24일 |
| 1952 | 9.0     | 소련 캄차카반도                                     | 21.6           | XI   | 지진과 쓰나미를 합쳐 총 17,000명의 사상자가 발생했다. | 2,336         | 0        | 1952년 세베로쿠릴스크 지진    | 11월 4일  |
| 1953 | 7.9     | 일본 요코하마                                       | 25.0           | V    | – | 1             | 0        | 1953년 보소 해역 지진         | 11월 25일 |
| 1954 | 7.8     | 에스파냐 안달루시아                                 | 626.2          | IV   | – | 0             | 0        | [ 12 ]                        | 3월 29일  |
| 1955 | 7.5     | 뉴질랜드 케르메덱 제도                              | 15.0           | I    | – | 0             | 0        | [ 13 ]                        | 2월 27일  |
| 1956 | 7.7     | 그리스 도데카니사 제도                              | 20.0           | IX   | 최대 30 m 높이의 쓰나미를 관측했다. | 56            | 0        | 1956년 아모르고스섬 지진      | 7월 9일   |
| 1957 | 8.6     | 미국 알류샨 열도                                    | 25.0           | VIII | 최대 10 m 높이의 쓰나미로 피해가 발생했다. | 2             | 0        | 1957년 앤드리애노프 제도 지진 | 3월 9일   |
| 1958 | 8.3     | 소련 쿠릴 열도                                      | 35.0           | IX   | – | 0             | 51       | 1958년 이투루프섬 해역 지진   | 11월 6일  |
| 1959 | 7.9     | 소련 캄차카반도                                     | 55.0           | VIII | 알류샨 열도에 최대 2 m 높이의 쓰나미가 발생했다. | 1             | 13       | 1959년 캄차카 지진            | 5월 4일   |
| 1960 | 9.5     | 칠레 발디비아                                       | 25.0           | XII  | 1900년 지진 관측 이후 가장 큰 규모의 지진이다. 최대 25 m 높이 쓰나미가 관측되었다. | 6,000         | 11,000   | 1960년 발디비아 지진          | 5월 22일  |
| 1961 | 7.6     | 페루 마드레데디오스주                               | 612.2          | IV   | – | 0             | 0        | [ 16 ]                        | 8월 19일  |
| 1962 | 7.5     | 영국령 피지 식민지 해역                             | 390.0          | I    | – | 0             | 0        | [ 17 ]                        | 5월 21일  |
| 1963 | 8.5     | 소련 쿠릴 열도                                      | 35.0           | IX   | – | 0             | 0        | 1963년 쿠릴 열도 지진         | 10월 13일 |
| 1964 | 9.2     | 미국 프린스 윌리엄 해협                             | 25.0           | XI   | 대부분의 사망자는 쓰나미로 인해 발생했으며, 1900년 이후 발생한 지진 중 지진으로 만들어진 가장 높은 높이의 쓰나미가 발생했다. 당시 기록된 쓰나미의 최대 높이는 67.0 m이다. 관측 사상 북아메리카에서 가장 큰 규모의 지진이기도 하다. | 131           | 0        | 1964년 알래스카 지진          | 3월 27일  |
| 1965 | 8.7     | 미국 알류샨 열도                                    | 30.3           | VI   | 최대 10.7 m 높이의 쓰나미가 발생했으나 피해는 거의 없었다. 미국 알래스카주에서 발생한 지진 중 두번째로 규모가 큰 지진이다. | 0             | 0        | 1965년 래트 제도 지진         | 2월 3일   |
| 1966 | 8.1     | 페루 아레키파                                       | 38.0           | IX   | 최대 3.4 m 높이의 쓰나미가 관측되었다. | 125           | 3,000    | 1966년 페루 지진              | 10월 17일 |
| 1967 | 7.4     | 튀르키예 사카리아주                                 | 30.0           | X    | – | 86            | 0        | 1967년 무두르누 지진          | 7월 22일  |
| 1968 | 8.3     | 일본 홋카이도                                       | 26.0           | VIII | 6 m 높이의 쓰나미가 닥쳐 여러 사상자가 발생했다. | 52            | 330      | 1968년 도카치 해역 지진       | 5월 16일  |
| 1969 | 8.2     | 소련 쿠릴 열도                                      | 30.0           | VIII | – | 0             | 0        | 1969년 시코탄섬 해역 지진     | 8월 11일  |
| 1970 | 8.0     | 콜롬비아 아마소나스주                               | 644.8          | IV   | 관측된 가장 큰 규모의 심발지진 중 하나이다. | 1             | 4        | 1970년 콜롬비아 지진          | 7월 31일  |
| 1971 | 8.1     | 파푸아뉴기니 코코포                                 | 37.0           | IX   | 12일 전 규모 M8.0의 전진이 발생했다. | 3             | 5        | 1971년 솔로몬 제도 지진       | 7월 26일  |
| 1972 | 8.0     | 필리핀 민다나오                                     | 60.0           | VII  | – | 0             | 0        | [ 21 ]                        | 12월 2일  |
| 1973 | 7.8     | 일본 홋카이도                                       | 43.3           | VIII | 최대 5.98 m 높이의 쓰나미가 관측되었다. | 0             | 27       | 1973년 네무로반도 해역 지진   | 6월 17일  |
| 1974 | 8.1     | 페루 리마                                           | 13.0           | IX   | 리마 지역에서 여러 피해가 발생했다. | 78            | 2,400    | 1974년 리마 지진              | 10월 3일  |
| 1975 | 7.9     | 북대서양 해역                                       | 33.0           | VI   | 포르투갈 마데이라 제도에서 여러 피해가 발생했다.. 최대 2.1 m의 쓰나미를 관측했다. | 0             | 0        | 1975년 북대서양 지진          | 5월 26일  |
| 1975 | 7.9     | 파푸아뉴기니 부건빌섬                               | 49.0           | VIII | 최대 2 m 높이의 쓰나미가 관측되어 일부 집이 파괴되었다. | 0             | 0        | [ 23 ]                        | 7월 20일  |
| 1976 | 8.0     | 필리핀 모로만                                       | 33.0           | VIII | 최대 9 m 높이의 쓰나미가 닥쳐 피해가 발생했다. | 8,000         | 10,000   | 1976년 모로만 지진            | 8월 17일  |
| 1976 | 8.0     | 뉴질랜드 케르메덱 제도 해역                         | 33.0           | VII  | 라오울섬에서 일부 피해가 발생했다. | 0             | 0        | [ 25 ]                        | 8월 17일  |
| 1977 | 8.3     | 인도네시아 비마                                     | 25.0           | VI   | 지진의 흔들림은 오스트레일리아 올버니에서도 느껴졌다. 최대 5.8 m 높이의 쓰나미가 관측되었다. | 189           | 1,100    | 1977년 숨바 지진              | 8월 19일  |
| 1978 | 7.7     | 일본 미야기현 해역                                  | 44.0           | VIII | 건물 6,757채가 붕괴되거나 심각한 피해를 입었다. 최대 0.6 m 높이의 쓰나미도 관측되었다. | 28            | 1,325    | 1978년 미야기현 해역 지진     | 6월 12일  |
| 1979 | 8.2     | 콜롬비아 나리뇨주 에콰도르 에스메랄다스주 사이 해역 | 24.0           | IX   | 최대 6 m 높이의 쓰나미가 관측되었다. | 600           | 0        | 1979년 투마코 지진            | 12월 12일 |
| 1980 | 7.9     | 솔로몬 제도 산타크루즈 제도                         | 33.0           | VI   | – | 0             | 0        | [ 26 ]                        | 7월 17일  |
| 1981 | 7.7     | 사모아 아피아                                       | 25.0           | VI   | 1 m 높이의 쓰나미로 1명이 사망했다. | 1             | 0        | [ 28 ]                        | 9월 1일   |
| 1982 | 7.3     | 엘살바도르 해역                                     | 73.0           | VII  | | 43            | 0        | 1982년 엘살바도르 지진        | 6월 19일  |
| 1983 | 7.6     | 파푸아뉴기니 뉴아일랜드섬                           | 88.8           | VII  | 진앙지 인근에서 산사태가 발생했으며 최대 25 cm 높이의 쓰나미가 관측되었다. | 0             | 0        | [ 29 ]                        | 3월 18일  |
| 1984 | 7.6     | 솔로몬 제도 호니아라                                | 18.1           | VIII | 일부 산사태가 일어났다. | 0             | 0        | [ 30 ]                        | 2월 7일   |
| 1985 | 8.0     | 멕시코 멕시코시티                                   | 27.9           | IX   | 최소 건물 3,536채가 붕괴되거나 파손을 입었다. 멕시코 해안 지역에 최대 평균 3.0 m 높이의 쓰나미가 닥쳤으며, 일부 지역에서는 최대 높이 30 m의 쓰나미를 관측하기도 했다.                                                              | 10,000        | 30,000   | 1985년 멕시코시티 지진        | 9월 19일  |
| 1986 | 8.0     | 미국 알류샨 열도                                    | 19.0           | VII  | 진앙 인근에서 약한 피해가 발생했다. 진앙에서 약 4,000 km 떨어진 하와이에서 높이 약 3 m의 쓰나미가 관측되었다. | 0             | 0        | [ 33 ]                        | 5월 7일   |
| 1987 | 7.9     | 미국 알래스카만                                     | 10.0           | VI   | 진앙지 인근에서 약간의 피해가 나왔으며 낮은 쓰나미도 관측되었다. | 0             | 0        | [ 34 ]                        | 11월 30일 |
| 1988 | 7.7     | 미얀마-중국 국경 지역                               | 17.8           | X    | 미얀마와 태국에서 지진 피해가 발생했다. | 938           | 7,700    | 란창-건마 지진                | 11월 6일  |
| 1989 | 8.0     | 오스트레일리아 매쿼리섬                             | 10.0           | V    | – | 0             | 0        | [ 35 ]                        | 5월 23일  |
| 1990 | 7.8     | 필리핀 루손섬                                       | 24.4           | IX   | – | 1,621         | 3,000    | 1990년 루손 지진              | 7월 16일  |
| 1991 | 7.7     | 코스타리카 리몬                                     | 10.0           | IX   | 4 m 높이의 쓰나미가 관측되었다. | 127           | 759      | 1991년 리몬 지진              | 4월 22일  |
| 1992 | 7.8     | 인도네시아 소순다 열도                              | 23.5           | VIII | 최대 25 m 높이의 쓰나미가 관측되었다. | 2,500         | 0        | 1992년 플로레스섬 지진        | 12월 12일 |
| 1993 | 7.8     | 괌 해역                                             | 59.3           | IX   | 71명이 부상을 입었으며 최대 2.1 m 높이의 쓰나미가 관측되었다. | 0             | 71       | 1993년 괌 지진                | 8월 8일   |
| 1994 | 8.3     | 러시아 쿠릴 열도                                    | 3.0            | IX   | 최대 3.5 m 높이의 쓰나미가 관측되었다. | 12            | 1,742    | 홋카이도 동쪽 해역 지진       | 10월 5일  |
| 1995 | 8.0     | 칠레 안토파가스타                                   | 30.5           | VII  | – | 3             | 59       | 1995년 안토파가스타 지진      | 7월 30일  |
| 1996 | 8.2     | 인도네시아 비악섬                                   | 11.5           | VIII | 7 m 높이의 쓰나미가 발생했다. | 166           | 423      | 1996년 비악섬 지진            | 2월 17일  |
| 1997 | 7.7     | 러시아 캄차카반도                                   | 23.5           | VIII | 8.2 m 높이의 쓰나미가 발생했다. | 0             | 0        | 1997년 캄차카 지진            | 12월 5일  |
| 1998 | 8.1     | 남극 밸러니 제도                                    | 10.0           | VI   | 관측 이후 남극에서 발생한 지진 중 규모가 가장 큰 지진이다. | 0             | 0        | 1998년 밸러니 제도 지진       | 3월 25일  |
| 1999 | 7.7     | 타이완 난터우현                                     | 15.5           | IX   | 최소 건물 105,479채가 붕괴되거나 파손되었다. | 2,444         | 11,305   | 921 대지진                    | 9월 21일  |
| 2000 | 8.0     | 파푸아뉴기니 뉴아일랜드섬                           | 13.0           | VII  | 1명이 산사태로 사망했고 다른 1명이 심장마비로 사망했다. 다음날 규모 M7.8의 여진이 2차례 발생했다. | 2             | 0        | 2000년 누아일랜드 지진        | 11월 16일 |
| 2001 | 8.4     | 페루 아레키파                                       | 33.0           | VIII | 7 m의 쓰나미로만 최소 90명이 사망했다. | 145           | 2,713    | 2001년 페루 남부 지진         | 6월 23일  |
| 2002 | 7.9     | 미국 알래스카주                                     | 4.2            | IX   | 16년만에 일어난 알래스카주 최대 규모의 지진이다. | 0             | 1        | 2002년 데날리 지진            | 11월 3일  |
| 2003 | 8.3     | 일본 홋카이도                                       | 23.5           | IX   | 2명이 사망했다. 최대 높이 4 m의 쓰나미가 관측되었다. | 0             | 849      | 2003년 도카치 해역 지진       | 9월 26일  |
| 2004 | 9.1–9.3 | 인도네시아 수마트라섬 해역                          | 10.0           | IX   | 남아시아와 동아프리카 지역에서 쓰나미로 거대한 피해와 사상자가 발생했다. 반다아체에서 최대 높이 51 m의 쓰나미를 관측했다. | 227,898       | 125,000  | 2004년 인도양 지진해일        | 12월 26일 |
| 2005 | 8.6     | 인도네시아 시멀루에이섬                             | 21.0           | IX   | 스리랑카에서 대피 도중 10명이 사망했다. 최대 높이 3 m의 쓰나미가 덮쳤다. | 1,313         | 300      | 2005년 니아스-시멀루에이 지진 | 3월 28일  |
| 2006 | 8.3     | 러시아 쿠릴 열도                                    | 10.0           | VI   | 1명이 쓰나미로 사망했다. 높이 최대 15 m의 쓰나미가 관측되었다. | 0             | 1        | 2006년 쿠릴 열도 지진         | 11월 15일 |
| 2007 | 8.4     | 인도네시아 수마트라섬 해역                          | 34.0           | VIII | 높이 최대 3 m의 쓰나미가 관측되었다. | 23            | 0        | 2007년 9월 수마트라 지진      | 9월 12일  |
| 2008 | 7.9     | 중화인민공화국 쓰촨성                               | 19.0           | XI   | – | 87,587        | 374,177  | 2008년 쓰촨 대지진            | 5월 12일  |
| 2009 | 8.1     | 사모아 해역                                         | 18.0           | VII  | 높이 14 m의 쓰나미가 사모아를 강타해 피해를 입었다. | 189           | 7        | 2009년 사모아 지진            | 9월 29일  |
| 2010 | 8.8     | 칠레 콘셉시온                                       | 22.9           | IX   | 칠레 해안에 최대 높이 10 m의 쓰나미가 닥쳤다. | 550           | 12,000   | 2010년 칠레 지진              | 2월 27일  |
| 2011 | 9.1     | 일본 미야기현 해역                                  | 29.0           | IX   | 도호쿠 지방 연안 지역에 최대 높이 40.5 m의 쓰나미가 닥쳤다. | 19,747        | 6,000    | 도호쿠 지방 태평양 해역 지진  | 3월 11일  |
| 2012 | 8.6     | 인도네시아 인도양 해역                              | 20.0           | VII  | 수시간 후 모멘트 규모 M8.2의 여진이 닥쳤다. | 10            | 12       | 2012년 인도양 지진            | 4월 11일  |
| 2013 | 8.3     | 러시아 오호츠크해                                   | 598.1          | VI   | 모스크바에서도 지진의 진동이 감지되었다. | 0             | 0        | 2013년 오호츠크해 지진        | 5월 24일  |
| 2014 | 8.2     | 칠레 이키케                                         | 25.0           | VIII | – | 6             | 9        | 2014년 이키케 지진            | 4월 1일   |
| 2015 | 8.3     | 칠레 코킴보                                         | 22.4           | IX   | – | 21            | 34       | 2015년 이야펠 지진            | 9월 16일  |
| 2016 | 7.9     | 파푸아뉴기니 뉴아일랜드섬                           | 94.5           | VII  | – | 0             | 0        | 2016년 솔로몬 제도 지진       | 12월 17일 |
| 2017 | 8.2     | 멕시코 치아파스주                                   | 47.4           | IX   | – | 98            | 250      | 2017년 치아파스 지진          | 9월 7일   |
| 2018 | 8.2     | 피지 해역                                           | 600.0          | V    | – | 0             | 0        | 2018년 피지 지진              | 8월 19일  |
| 2019 | 8.0     | 페루 로레토주                                       | 122.6          | VIII | – | 2             | 0        | 2019년 페루 지진              | 5월 26일  |
| 2020 | 7.8     | 미국 알래스카반도 해역                              | 28.0           | VII  | 10월에 M7.6의 지진이 발생했으며, 2021년 7월에 M8.2의 본진이 발생했다. 이 지진은 2021년 지진의 전진으로 여겨진다. | 0             | 0        | 2020년 7월 알래스카반도 지진  | 7월 22일  |
| 2021 | 8.2     | 미국 알래스카반도 해역                              | 32.2           | VII  | 1965년 이후 미국에서 발생한 가장 큰 규모의 지진이다. | 0             | 0        | 2021년 치그닉 지진            | 7월 28일  |
| 2022 | 7.6     | 파푸아뉴기니 모로베주                               | 61.4           | VIII | 큰 피해를 입었으며 인도네시아에서도 지진의 흔들림이 느껴졌다. | 21            | 42       | 2022년 파푸아뉴기니 지진      | 9월 11일  |
| 2022 | 7.6     | 멕시코 미초아칸주                                   | 25.5           | VIII | 극심한 피해를 입었으며 멕시코시티에서도 흔들림이 느껴졌다. 이틀 후 규모 M6.8의 여진이 발생했으며 3명이 추가로 사망했다. | 2             | 35       | 2022년 미초아칸 지진          | 9월 19일  |
| 2023 | 7.8     | 튀르키예 동남아나톨리아 지역                        | 17.9           | XII  | 수 시간 후 규모 M7.7의 유발지진이 발생했다. | 59,488–62,013 | 121,704  | 2023년 튀르키예-시리아 지진   | 2월 6일   |
| 2024 | 7.5     | 일본 이시카와현                                     | 10.0           | IX   | 2016년 구마모토 지진 이후 일본에서 사상자가 가장 많은 지진이다. | 504           | 1,377    | 2024년 노토반도 지진          | 1월 1일   |
| 2025 | 8.8     | 러시아 캄차카반도                                   | 20.7           | VIII | 1952년 이후 러시아에서 기록된 가장 큰 규모의 지진이다. | 0             | 4        | 2025년 캄차카반도 지진        | 7월 30일  |

## 규모순 지진 목록

1906년부터 2005년까지 100년간 발생했던 가장 큰 규모 지진 3개와 같은 기간 발생한 규모 M6 미만, M6-7급, M7-8급, M8 이상의 모든 지진 모멘트 합을 비교한 원형 차트 모습. 2004년 인도양 지진해일의 지진 모멘트와 도호쿠 지방 태평양 해역 지진의 지진 모멘트는 거의 일치한다.

1900년부터 2018년까지 발생한 규모 M8 이상의 지진 목록이다. 원의 겉보기 3D 부피는 지진 각각의 사망자수와 비례한다. 색상은 지진이 발생한 대륙을 나타내며, 범례는 대륙별 지진 발생 횟수를 나타낸다. 아프리카에는 M8 이상의 지진이 일어나지 않았다.

아래의 목록은 1501년 이후 지진 규모 M8.5 이상으로 추정되거나 계산된, 알려진 46개 지진을 모두 나열한 목록이다. 나열 순서는 규모의 최소치 추정 순이다. 충분한 데이터가 존재하는 기간으로 제한하여 세기별로 발생 빈도를 대략적으로 추정할 수 있게 했다. 아래 목록에는 규모 M8.5 이상으로 추정되지만 1501년 이전에 일어난 지진인 1498년 메이오 지진, 1420년 칼데라 지진, 1361년 쇼헤이 지진, 1356년 리스본 지진, 869년 조간 지진, 365년 크레테 지진 등은 포함되지 않았다.
1900년경 지진계가 개발되고 본격적으로 보급되기 전까지 발생했던 지진의 경우 피해 규모와 심각성에 대한 역사자료 분석, 지질학적 증거 등을 통해 규모를 추정만 할 수 있고, 실제 규모를 정확하게 알 순 없다. 즉 1900년 이전 지진은 추정 규모의 오차가 크기 때문에 정확하지 않을 수 있다.
| 순위 | 날짜             | 진앙                                                           | 지진                                | 규모           |
| ---- | ---------------- | -------------------------------------------------------------- | ----------------------------------- | -------------- |
| 1    | 1960년 5월 22일  | 칠레 발디비아                                                  | 1960년 발디비아 지진                | 9.4–9.6        |
| 2    | 1585년 6월 11일  | 태평양 알류샨 열도 (현 미국 알래스카주)                        | 1585년 알류샨 열도 지진             | 9.25 (추정)    |
| 3    | 1964년 3월 27일  | 미국 알래스카주 프린스 윌리엄 해협                             | 1964년 알래스카 지진                | 9.2            |
| 4    | 2004년 12월 26일 | 인도네시아 수마트라섬 인도양 해역                              | 2004년 인도양 지진                  | 9.1–9.3        |
| 4    | 1730년 7월 8일   | 칠레 도독령 발파라이소 (현 칠레)                               | 1730년 발파라이소 지진              | 9.1–9.3 (추정) |
| 6    | 2011년 3월 11일  | 일본 도호쿠 지방 태평양 해역                                   | 2011년 도호쿠 지방 태평양 해역 지진 | 9.1            |
| 7    | 1737년 10월 17일 | 러시아 제국 캄차카반도 (현 러시아)                             | 1737년 캄차카 지진                  | 9.0–9.3 (추정) |
| 8    | 1575년 12월 16일 | 칠레 도독령 발디비아                                           | 1575년 발디비아 지진                | 9.0 (추정)     |
| 8    | 1604년 11월 24일 | 칠레 도독령 아리카                                             | 1604년 아리카 지진                  | 9.0 (추정)     |
| 8    | 1841년 5월 17일  | 러시아 제국 캄차카반도                                         | 1841년 캄차카 지진                  | 9.0 (추정)     |
| 8    | 1952년 11월 4일  | 소련 러시아 SFSR 캄차카반도                                    | 1952년 세베로쿠릴스크 지진          | 9.0            |
| 12   | 1837년 11월 17일 | 칠레 발디비아                                                  | 1837년 발디비아 지진                | 8.8–9.5 (추정) |
| 13   | 1833년 11월 25일 | 네덜란드령 동인도 수마트라섬 해역 (현 인도네시아)              | 1833년 수마트라 지진                | 8.8–9.2 (추정) |
| 14   | 1762년 4월 2일   | 므러우우 왕국 치타공 지역 (현 방글라데시)                      | 1762년 아라칸 지진                  | 8.8 (추정)     |
| 14   | 1852년 11월 26일 | 네덜란드령 동인도 반다해 해역 (현 인도네시아)                  | 1852년 반다해 지진                  | 8.8 (추정)     |
| 14   | 1906년 1월 31일  | 에콰도르-콜롬비아 국경 지역                                    | 1906년 에콰도르-콜롬비아 지진       | 8.8            |
| 14   | 2010년 2월 27일  | 칠레 마울레주                                                  | 2010년 칠레 지진                    | 8.8            |
| 14   | 2025년 7월 30일  | 러시아 캄차카반도                                              | 2025년 캄차카반도 지진              | 8.8            |
| 19   | 1707년 10월 28일 | 일본 난카이도 해역                                             | 1707년 호에이 지진                  | 8.7–9.3 (추정) |
| 20   | 1700년 1월 26일  | 오리건 태평양 해역(명목상 뉴 스페인, 현 미국-캐나다 경계 지역) | 1700년 캐스케이디아 지진            | 8.7–9.2 (추정) |
| 21   | 1877년 5월 9일   | 칠레 이키케                                                    | 1877년 이키케 지진                  | 8.7–8.9 (추정) |
| 22   | 1687년 10월 20일 | 페루 부왕령 리마 (현 페루)                                     | 1687년 페루 지진                    | 8.7 (추정)     |
| 22   | 1965년 2월 3일   | 미국 알래스카주 래트 제도                                      | 1965년 래트 제도 지진               | 8.7            |
| 24   | 1746년 10월 28일 | 페루 부왕령 리마 (현 페루)                                     | 1746년 리마-카야오 지진             | 8.6–8.8 (추정) |
| 25   | 1787년 3월 28일  | 누에바에스파냐 오아하카주 (현 멕시코)                          | 1787년 누에바에스파냐 지진          | 8.6 (추정)     |
| 25   | 1816년 2월 2일   | 포르투갈 왕국 리스본 대서양 먼바다                             | 1816년 북대서양 지진                | 8.6 (추정)     |
| 25   | 1946년 4월 1일   | 미국 알래스카주 알류샨 열도                                    | 1946년 알류샨 열도 지진             | 8.6            |
| 25   | 1950년 8월 15일  | 인도 아삼주-중국 티베트 경계                                   | 1950년 아삼-티베트 지진             | 8.6            |
| 25   | 1957년 3월 9일   | 미국 알래스카주 앤드리애노프 제도                              | 1957년 앤드리애노프 제도 지진       | 8.6            |
| 25   | 2005년 3월 28일  | 인도네시아 수마트라섬 서부 해역                                | 2005년 니아스-시멀루에이 지진       | 8.6            |
| 25   | 2012년 4월 11일  | 인도네시아 수마트라섬 서부 해역                                | 2012년 인도양 지진                  | 8.6            |
| 32   | 1868년 8월 13일  | 페루 아리카 (현 칠레)                                          | 1868년 아리카 지진                  | 8.5–9.3 (추정) |
| 33   | 1755년 11월 1일  | 포르투갈 왕국 리스본 먼바다                                    | 1755년 리스본 지진                  | 8.5–9.0 (추정) |
| 34   | 1922년 11월 10일 | 아르헨티나 카타마르카주-칠레 아타카마주 경계 지역              | 1922년 바예나르 지진                | 8.5–8.6        |
| 35   | 1938년 2월 1일   | 네덜란드령 동인도 반다해 해역                                  | 1938년 반다해 지진                  | 8.5–8.6        |
| 36   | 1647년 5월 13일  | 칠레 도독령 산티아고                                           | 1647년 산티아고 지진                | 8.5 (추정)     |
| 36   | 1668년 7월 25일  | 청나라 산둥성                                                  | 1668년 탄청 지진                    | 8.5 (추정)     |
| 36   | 1751년 5월 24일  | 칠레 도독령 콘셉시온                                           | 1751년 콘셉시온 지진                | 8.5 (추정)     |
| 36   | 1761년 3월 31일  | 포르투갈 리스본 먼바다                                         | 1761년 리스본 지진                  | 8.5 (추정)     |
| 36   | 1819년 4월 4일   | 칠레 코피아포                                                  | 1819년 코피아포 지진                | 8.5 (추정)     |
| 36   | 1822년 11월 19일 | 칠레 발파라이소                                                | 1822년 발파라이소 지진              | 8.5 (추정)     |
| 36   | 1835년 2월 20일  | 칠레 콘셉시온                                                  | 1835년 콘셉시온 지진                | 8.5 (추정)     |
| 36   | 1843년 2월 8일   | 프랑스령 과들루프                                              | 1843년 과들루프 지진                | 8.5 (추정)     |
| 36   | 1861년 2월 16일  | 네덜란드령 동인도 제도 수마트라섬 서부 해역                    | 1861년 수마트라 지진                | 8.5 (추정)     |
| 36   | 1896년 6월 15일  | 일본 제국 도호쿠 지방 태평양 해역                              | 1896년 메이지 산리쿠 해역 지진      | 8.5 (추정)     |
| 36   | 1963년 10월 13일 | 소련 러시아 SFSR 쿠릴 열도                                     | 1963년 쿠릴 열도 지진               | 8.5            |

| 세기      | 규모 M≥8.5 이상 지진 수 |
| --------- | ----------------------- |
| 1501–1600 | 2                       |
| 1601–1700 | 5                       |
| 1701–1800 | 9                       |
| 1801–1900 | 13                      |
| 1901–2000 | 11                      |
| 2001–현재 | 6                       |
| 총합      | 46                      |

## 지역/국가별 가장 큰 규모의 지진 목록
아래는 각 지역이나 국가별로 발생했던 가장 큰 규모의 지진을 나열한 목록이다. 지진이 발생했을 당시의 국가 경계가 아닌, 현재의 국가 경계를 기준으로 목록을 작성한다. 또한 1906년 에콰도르-콜롬비아 지진이 에콰도르와 콜롬비아 국경지대에 일어나 양국에 전부 등재된 것과 같이 한 지진이 여러 국가의 가장 큰 규모의 지진에 실릴 수 있다.
별도의 언급이 없는 한 지진 규모는 모멘트 규모 단위이다.
| 국가/지역                        | 규모        | 날짜                                 | 추가 정보                                |
| -------------------------------- | ----------- | ------------------------------------ | ---------------------------------------- |
| 아프가니스탄                     | 7.8         | 1921년 11월 15일                     | [ 45 ]                                   |
| 알바니아                         | 6.7         | 1967년 11월 30일                     | [ 46 ]                                   |
| 알제리                           | 7.1         | 1980년 10월 10일                     | 1980년 엘아스남 지진                     |
| 미국령 사모아                    | 6.4         | 1944년 10월 11일                     | [ 47 ]                                   |
| 안도라                           | 6.7 Me      | 1428년 2월 2일                       | 1428년 카탈루냐 지진                     |
| 앙골라                           | 6.0         | 1914년 5월 24일                      | [ 48 ]                                   |
| 앵귈라                           | 6.3         | 1906년 2월 16일                      | [ 49 ]                                   |
| 남극                             | 8.1         | 1998년 3월 25일                      | 1998년 밸러니 제도 지진                  |
| 앤티가 바부다                    | 8.0 Ms      | 1690년 4월 16일                      | [ 50 ]                                   |
| 아르헨티나                       | 7.5 Ms      | 1894년 10월 27일                     | 1894년 산후안 지진                       |
| 아르메니아                       | 6.8 Ms      | 1988년 12월 7일                      | 1988년 아르메니아 지진                   |
| 오스트레일리아                   | 8.1         | 2004년 12월 23일                     | 2004년 태즈먼해 지진                     |
| 오스트리아                       | 5.6–6.5     | 1590년 9월 15일                      | 1590년 노일렝바흐 지진                   |
| 아제르바이잔                     | 7.0–7.3     | 1139년 9월 30일                      | 1139년 간자 지진                         |
| 방글라데시                       | ≤8.8        | 1762년 4월 2일                       | 1762년 아라칸 지진                       |
| 바베이도스                       | 6.5         | 2014년 2월 18일                      | [ 51 ]                                   |
| 벨기에                           | 6.3         | 1692년 9월 18일                      | [ 52 ]                                   |
| 벨리즈                           | 4.7 mb      | 1985년 6월 28일                      | [ 53 ]                                   |
| 베냉                             | 4.4         | 2009년 9월 11일                      | [ 54 ]                                   |
| 부탄                             | 7.6–8.6     | 1714년 5월 4일                       | 1714년 부탄 지진                         |
| 볼리비아                         | 8.2         | 1994년 6월 9일                       | 1994년 볼리비아 지진                     |
| 보스니아 헤르체고비나            | 6.1         | 1969년 10월 27일                     | 1969년 바냐루카 지진                     |
| 보츠와나                         | 6.7 ML      | 1952년 10월 11일                     | [ 55 ]                                   |
| 브라질                           | 7.6         | 1963년 11월 9일                      | [ 56 ]                                   |
| 영국령 인도양 지역               | 7.3         | 1983년 11월 30일                     | 1983년 차고스 제도 지진                  |
| 브루나이                         | 5.2         | 1992년 2월 22일                      | [ 57 ]                                   |
| 불가리아                         | 7.2         | 1901년 3월 31일 & 1904년 4월 4일     | 1901년 흑해 지진 및 1904년 크레스나 지진 |
| 부룬디                           | 5.4         | 1966년 10월 30일                     | [ 58 ]                                   |
| 카메룬                           | 5.9         | 1945년 9월 12일                      | [ 59 ]                                   |
| 캐나다                           | 8.7–9.2     | 1700년 1월 26일                      | 1700년 캐스케이디아 지진                 |
| 카보베르데                       | 6.5         | 1941년 8월 15일                      | [ 60 ]                                   |
| 네덜란드령 카리브                | 5.2         | 2017년 3월 10일                      | [ 61 ]                                   |
| 케이맨 제도                      | 6.8         | 2004년 12월 14일                     | [ 62 ]                                   |
| 중앙아프리카 공화국              | 4.9 mb      | 1994년 2월 6일                       | [ 63 ]                                   |
| 칠레                             | 9.4–9.6     | 1960년 5월 22일                      | 1960년 발디비아 지진                     |
| 중국                             | 8.6         | 1950년 8월 15일                      | 1950년 아삼-티베트 지진                  |
| 코코스 제도                      | 7.9         | 2000년 6월 18일                      | [ 64 ]                                   |
| 콜롬비아                         | 8.8         | 1906년 1월 31일                      | 1906년 에콰도르-콜롬비아 지진            |
| 코모로                           | 6.2         | 1918년 8월 23일                      | [ 65 ]                                   |
| 콩고 공화국                      | 5.2         | 1998년 4월 26일                      | [ 66 ]                                   |
| 코스타리카                       | 7.7         | 1991년 4월 22일                      | 1991년 리몬 지진                         |
| 크로아티아                       | 6.7         | 1898년 7월 2일                       | 1898년 트릴 지진                         |
| 쿠바                             | 7.1         | 1917년 2월 20일                      | [ 67 ]                                   |
| 퀴라소                           | 4.4         | 2024년 10월 31일                     | [ 68 ]                                   |
| 키프로스                         | 7.0–7.5     | 1222년 5월 11일                      | 1222년 키프로스 지진                     |
| 체코                             | 4.8 ML      | 1985년 12월 23일                     | [ 69 ]                                   |
| 콩고 민주 공화국                 | 6.9         | 1910년 12월 13일                     | [ 70 ]                                   |
| 덴마크                           | 4.4 ML      | 2010년 2월 19일                      | [ 71 ] [ 72 ] [ 73 ]                     |
| 지부티                           | 6.5         | 1989년 8월 20일                      | [ 74 ]                                   |
| 도미니카 연방                    | 6.4         | 1959년 1월 8일                       | [ 75 ]                                   |
| 도미니카 공화국                  | 7.8         | 1946년 8월 4일                       | 1946년 도미니카 공화국 지진              |
| 동티모르                         | 7.2         | 1905년 9월 29일                      | [ 76 ]                                   |
| 에콰도르                         | 8.8         | 1906년 1월 31일                      | 1906년 에콰도르-콜롬비아 지진            |
| 이집트                           | 7.3         | 1995년 11월 22일                     | 1995년 아카바만 지진                     |
| 엘살바도르                       | 8.0 MI      | 1862년 12월 19일                     | [ 77 ]                                   |
| 적도기니                         | 4.9 mb      | 1999년 3월 28일                      | [ 78 ]                                   |
| 에리트레아                       | 6.6 Ms      | 1977년 12월 18일                     | [ 79 ]                                   |
| 에스토니아                       | 4.5–4.7 mb  | 1976년 10월 25일                     | 오스무사르 지진                          |
| 에스와티니                       | 4.4         | 1987년 8월 4일                       | [ 80 ]                                   |
| 에티오피아                       | 6.5         | 1906년 8월 25일                      | [ 81 ]                                   |
| 피지                             | 8.2         | 2018년 8월 19일                      | 2018년 피지 지진                         |
| 핀란드                           | 4.7         | 1898년 11월 4일                      | [ 82 ]                                   |
| 프랑스                           | 6.4–6.5 Muk | 1799년 1월 25일                      | 1799년 방데 지진                         |
| 프랑스령 기아나                  | 6.9         | 1885년 8월 4일                       | [ 83 ]                                   |
| 프랑스령 폴리네시아              | 4.8         | 2012년 8월 16일                      | [ 84 ]                                   |
| 가봉                             | 6.2 Ms      | 1974년 9월 23일                      | [ 85 ]                                   |
| 조지아                           | 7.0         | 1991년 4월 29일                      | 1991년 라차 지진                         |
| 독일                             | 6.4 ML      | 1756년 2월 18일                      | 1756년 뒤렌 지진                         |
| 가나                             | 6.4         | 1939년 6월 22일                      | [ 86 ]                                   |
| 그리스                           | 8.5+        | 365년 7월 21일                       | 365년 크레테 지진                        |
| 그린란드                         | 7.4         | 1933년 11월 20일                     | 1933년 배핀만 지진                       |
| 그레나다                         | 7.0 Ms      | 1831년 12월 3일                      | [ 87 ]                                   |
| 과들루프                         | 8.5 Muk     | 1843년 2월 8일                       | 1843년 과들루프 지진                     |
| 괌                               | 7.8         | 1993년 8월 8일                       | 1993년 괌 지진                           |
| 과테말라                         | 7.7         | 1942년 8월 6일                       | 1942년 과테말라 지진                     |
| 기니                             | 6.3         | 1983년 12월 22일                     | 1983년 기니 지진                         |
| 가이아나                         | 5.5         | 2021년 1월 31일                      | 2021년 지진 문서 참조.                   |
| 아이티                           | 8.1 Ms      | 1842년 5월 7일                       | 1842년 카프아이시앵 지진                 |
| 온두라스                         | 7.6         | 2025년 2월 8일                       | [ 89 ]                                   |
| 홍콩                             | 3.8 ML      | 2020년 1월 5일                       | [ 90 ]                                   |
| 헝가리                           | 6.2–6.5     | 1763년 6월 28일                      | 1763년 코마롬 지진                       |
| 아이슬란드                       | 7.0         | 1910년 1월 22일                      | [ 91 ]                                   |
| 인도                             | 8.6         | 1950년 8월 15일                      | 1950년 아삼-티베트 지진                  |
| 인도네시아                       | 9.1–9.3     | 2004년 12월 26일                     | 2004년 인도양 지진해일                   |
| 이란                             | 7.9 Ms      | 856년 12월 22일                      | 856년 담간 지진                          |
| 이라크                           | 7.0         | 1666년 9월 22일                      | [ 92 ]                                   |
| 아일랜드                         | 4.0 ML      | 2012년 6월 6일                       | [ 93 ]                                   |
| 이스라엘                         | 7.0 Muk     | 749년 1월 18일                       | 749년 갈릴리 지진                        |
| 이탈리아                         | 7.4         | 1693년 1월 11일                      | 1693년 시칠리아 지진                     |
| 자메이카                         | 7.7         | 2020년 1월 28일                      | 2020년 카리브해 지진                     |
| 일본                             | 9.0–9.1     | 2011년 3월 11일                      | 도호쿠 지방 태평양 해역 지진             |
| 저지섬                           | 5.4         | 1926년 7월 30일                      | [ 94 ]                                   |
| 요르단                           | 7.0 Muk     | 749년 1월 18일                       | 749년 갈릴리 지진                        |
| 카자흐스탄                       | 8.0         | 1889년 7월 11일 & 1911년 1월 3일     | 1889년 칠리크 지진 & 1911년 케빈 지진    |
| 케냐                             | 6.7         | 1928년 1월 6일                       | [ 95 ]                                   |
| 키리바시                         | 5.9 mb      | 1982년 5월 23일                      | [ 96 ]                                   |
| 코소보                           | 6.1 ML      | 1755년 2월 26일 & 1921년 8월 10일    | [ 97 ]                                   |
| 쿠웨이트                         | 4.7         | 1993년 6월 3일                       | [ 98 ]                                   |
| 키르기스스탄                     | 8.0         | 1889년 7월 11일 & 1911년 1월 3일     | 1889년 칠리크 지진 & 1911년 케빈 지진    |
| 라오스                           | 6.7         | 1925년 12월 22일                     | [ 99 ]                                   |
| 레바논                           | 7.5         | 551년 7월 9일                        | 551년 베이루트 지진                      |
| 라이베리아                       | 4.5         | 1995년 11월 25일                     | [ 100 ]                                  |
| 리비아                           | 6.8         | 1935년 4월 19일                      | [ 101 ]                                  |
| 리히텐슈타인                     | 3.6         | 2013년 12월 12일                     | [ 102 ]                                  |
| 룩셈부르크                       | 2.9 ML      | 1986년 9월 3일                       | [ 103 ]                                  |
| 마다가스카르                     | 6.2         | 1919년 7월 4일                       | [ 104 ]                                  |
| 말라위                           | 6.3         | 1989년 3월 10일                      | 1989년 말라위 지진                       |
| 말레이시아                       | 6.6         | 1923년 8월 11일                      | [ 105 ]                                  |
| 몰디브                           | 7.4         | 1944년 2월 29일                      | [ 106 ]                                  |
| 말리                             | 4.2 mb      | 1999년 1월 11일                      | [ 107 ]                                  |
| 몰타                             | 5.5         | 2023년 4월 21일                      | [ 108 ]                                  |
| 마셜 제도                        | 5.6 mb      | 1982년 3월 22일                      | [ 109 ]                                  |
| 마르티니크                       | 7.5–8.0     | 1839년 1월 11일                      | 1839년 마르티니크 지진                   |
| 모리타니                         | 4.6         | 2012년 3월 1일                       | [ 110 ]                                  |
| 모리셔스                         | 6.7         | 1976년 7월 26일                      | [ 111 ]                                  |
| 마요트                           | 6.0         | 1952년 4월 29일                      | [ 112 ]                                  |
| 멕시코                           | 8.6         | 1787년 3월 28일                      | 1787년 누에바에스파냐 지진               |
| 미크로네시아                     | 7.8         | 1911년 8월 26일                      | [ 113 ]                                  |
| 몰도바                           | 3.9         | 1988년 4월 2일                       | [ 114 ]                                  |
| 모나코                           | 6.3         | 1963년 7월 19일                      | [ 115 ]                                  |
| 몽골                             | 8.3         | 1905년 7월 23일                      | 1905년 볼나이 지진                       |
| 몬테네그로                       | 6.9         | 1979년 4월 15일                      | 1979년 몬테네그로 지진                   |
| 모로코                           | 6.5–7.0     | 1755년 11월 27일                     | 1755년 메크네스 지진                     |
| 모잠비크                         | 7.0         | 2006년 2월 22일                      | 2006년 모잠비크 지진                     |
| 미얀마                           | 8.0+        | 1839년 3월 23일 & 1946년 9월 12일    | 1839년 잉와 지진 & 1946년 사가잉 지진    |
| 나미비아                         | 5.4         | 2021년 4월 4일                       | [ 116 ]                                  |
| 네팔                             | 8.2–8.8     | 1505년 6월 6일                       | 1505년 로무스탕 지진                     |
| 네덜란드                         | 5.3         | 1992년 4월 13일                      | 1992년 루르몬트 지진                     |
| 누벨칼레도니                     | 7.9         | 1901년 8월 9일                       | [ 117 ]                                  |
| 뉴질랜드                         | 8.2         | 1855년 1월 23일 & 1917년 5월 1일     | 1855년 와이라라파 지진                   |
| 니카라과                         | 7.7         | 1992년 9월 2일                       | 1992년 니카라과 지진                     |
| 나이지리아                       | 4.5         | 2000년 3월 7일                       | [ 119 ]                                  |
| 조선민주주의인민공화국           | 6.8         | 1960년 10월 8일                      | [ 120 ]                                  |
| 북마케도니아                     | 6.7         | 1931년 3월 8일                       | [ 121 ]                                  |
| 북마리아나 제도                  | 7.7         | 1940년 12월 28일 and 2016년 7월 29일 | [ 122 ] [ 123 ]                          |
| 노르웨이                         | 6.8         | 2012년 8월 30일                      | [ 124 ]                                  |
| 오만                             | 5.7         | 1966년 3월 30일                      | [ 125 ]                                  |
| 파키스탄                         | 8.1         | 1945년 11월 28일                     | 1945년 발루치스탄 지진                   |
| 팔라우                           | 7.8         | 1911년 8월 16일                      | [ 126 ]                                  |
| 팔레스타인                       | 7.0 Muk     | 749년 1월 18일                       | 749년 갈릴리 지진                        |
| 파나마                           | 7.9–8.3 Ms  | 1882년 9월 8일                       | 1882년 파나마 지진                       |
| 파푸아뉴기니                     | 8.2         | 1919년 5월 6일                       | [ 127 ]                                  |
| 파라과이                         | 6.5         | 1989년 2월 28일                      | [ 128 ]                                  |
| 페루                             | 8.5–9.3     | 1868년 8월 13일                      | 1868년 아리카 지진                       |
| 필리핀                           | 8.3         | 1918년 8월 15일                      | 1918년 술라웨시해 지진                   |
| 폴란드                           | 5.6         | 1786년 12월 3일                      | [ 129 ]                                  |
| 포르투갈                         | 8.5–9.0     | 1755년 11월 1일                      | 1755년 리스본 지진                       |
| 푸에르토리코                     | 8.0         | 1787년 5월 2일                       | 1787년 보리쿠아 지진                     |
| 레위니옹                         | 5.3 mb      | 2007년 4월 6일                       | [ 130 ]                                  |
| 루마니아                         | 7.9         | 1802년 10월 26일                     | 1802년 브란체아 지진                     |
| 러시아                           | 9.0–9.3     | 1737년 10월 16일                     | 1737년 캄차카 지진                       |
| 르완다                           | 5.9         | 2008년 2월 3일                       | 2008년 키부호 지진                       |
| 생바르텔레미                     | 5.4         | 1990년 11월 18일                     | [ 131 ]                                  |
| 세인트키츠 네비스                | 6.5         | 1985년 3월 16일                      | [ 132 ]                                  |
| 세인트루시아                     | 7.3         | 1953년 3월 19일                      | [ 133 ]                                  |
| 세인트마틴섬                     | 5.0         | 2012년 7월 4일                       | [ 134 ]                                  |
| 생피에르 미클롱                  | 7.2         | 1929년 11월 18일                     | 1929년 그랜드뱅크스 지진                 |
| 세인트빈센트 그레나딘            | 6.1         | 1940년 7월 6일                       | [ 135 ]                                  |
| 사모아                           | 8.3–8.5     | 1917년 6월 25일                      | 1917년 사모아 지진                       |
| 상투메 프린시페                  | 5.5         | 2019년 12월 19일                     | [ 136 ]                                  |
| 사우디아라비아                   | 7.3         | 1995년 11월 22일                     | 1995년 아카바만 지진                     |
| 세네갈                           | 5.5         | 1986년 5월 21일                      | [ 137 ]                                  |
| 세르비아                         | 6.0         | 1927년 5월 15일                      | [ 138 ]                                  |
| 세이셸                           | 5.2 mb      | 1995년 4월 28일                      | [ 139 ]                                  |
| 슬로바키아                       | 6.2–6.5     | 1763년 6월 28일                      | 1763년 코마롬 지진                       |
| 슬로베니아                       | 6.1 ML      | 1895년 4월 14일                      | 1895년 류블랴나 지진                     |
| 솔로몬 제도                      | 8.1         | 2007년 4월 1일                       | 2007년 솔로몬 제도 지진                  |
| 소말리아                         | 6.0         | 1929년 1월 22일                      | [ 140 ]                                  |
| 남아프리카 공화국                | 6.8         | 1932년 12월 31일                     | [ 141 ]                                  |
| 사우스조지아 사우스샌드위치 제도 | 8.1–8.3     | 2021년 8월 12일                      | 2021년 사우스샌드위치 제도 지진          |
| 대한민국                         | 7.5         | 1681년 6월 26일                      | 1681년 양양 지진                         |
| 남수단                           | 7.2         | 1990년 5월 20일                      | 1990년 남수단 지진                       |
| 스페인                           | 7.8         | 1954년 3월 29일                      | [ 142 ]                                  |
| 스리랑카                         | 5.9 mb      | 1973년 8월 30일                      | [ 143 ]                                  |
| 수단                             | 6.0         | 1938년 5월 12일                      | [ 144 ]                                  |
| 스웨덴                           | 4.9 mb      | 2020년 5월 18일                      | [ 145 ]                                  |
| 스위스                           | 6.0–7.1     | 1356년 10월 18일                     | 1356년 바젤 지진                         |
| 시리아                           | 7.6 Ms      | 1202년 5월 20일                      | 1202년 시리아 지진                       |
| 타이완                           | 8.2         | 1920년 6월 5일                       | 1920년 화롄 지진                         |
| 타지키스탄                       | 7.5         | 1949년 7월 10일                      | 1949년 카이트 지진                       |
| 탄자니아                         | 7.0         | 1919년 7월 8일                       | [ 147 ]                                  |
| 태국                             | 6.1         | 2014년 5월 5일                       | 2014년 매라오 지진                       |
| 통가                             | 8.3–8.5     | 1917년 6월 25일                      | 1917년 사모아 지진                       |
| 트리니다드 토바고                | 6.7         | 1988년 3월 10일 & 1997년 4월 22일    | [ 148 ] [ 149 ]                          |
| 튀니지                           | ≤7.2        | 859년 10월 9일                       | [ 150 ]                                  |
| 튀르키예                         | 7.8–8.0 Ms  | 1668년 8월 17일                      | 1668년 북아나톨리아 지진                 |
| 투르크메니스탄                   | 7.3 Ms      | 1948년 10월 6일                      | 아시가바트 지진                          |
| 투발루                           | 5.8 mb      | 1983년 2월 5일 & 1983년 3월 8일      | [ 151 ]                                  |
| 우간다                           | 6.5         | 1952년 6월 30일                      | [ 152 ]                                  |
| 우크라이나                       | 6.7         | 1927년 9월 11일                      | 1927년 크림 지진                         |
| 아랍에미리트                     | 5.0         | 2002년 3월 11일                      | [ 153 ]                                  |
| 영국                             | 6.1 ML      | 1931년 6월 7일                       | 1931년 도거 뱅크 지진                    |
| 미국                             | 9.25        | 1585년 6월 11일                      | 1585년 알류샨 열도 지진                  |
| 미국령 버진아일랜드              | 7.2         | 1867년 11월 18일                     | 1867년 버진아일랜드 지진                 |
| 우루과이                         | 5.5 Ms      | 1888년 6월 5일                       | 1888년 라플라타강 지진                   |
| 우즈베키스탄                     | 7.4 Ms      | 1907년 10월 21일                     | 1907년 카라토그 지진                     |
| 바누아투                         | 8.1         | 1920년 9월 20일                      | [ 154 ]                                  |
| 베네수엘라                       | 7.6–7.7     | 1900년 10월 29일                     | 1900년 산나르시소 지진                   |
| 베트남                           | 6.8         | 1935년 11월 1일                      | [ 155 ]                                  |
| 왈리스 푸투나                    | 7.6         | 1956년 5월 23일                      | [ 156 ]                                  |
| 예멘                             | 6.7         | 1908년 12월 18일                     | [ 157 ]                                  |
| 잠비아                           | 6.5         | 1919년 5월 1일                       | [ 158 ]                                  |
| 짐바브웨                         | 5.5         | 1963년 9월 25일                      | [ 159 ]                                  |

## 재산피해 순 지진 목록
아래 목록은 지진으로 인해 발생한 직접적인 재산 피해를 달러 기준으로 가장 많은 상위 10개 지진이다.
| 순위 | 지진                                               | 피해 국가                 | 규모 | 재산 피해     |
| ---- | -------------------------------------------------- | ------------------------- | ---- | ------------- |
| 1    | 2011년 도호쿠 지방 태평양 해역 지진 (동일본대진재) | 일본                      | 9.1  | $3,600억 달러 |
| 2    | 1995년 효고현 남부 지진 (한신·아와지 대진재)       | 일본                      | 6.9  | $2,000억 달러 |
| 3    | 2023년 튀르키예-시리아 지진                        | 튀르키예 및 시리아        | 7.8  | $1,636억 달러 |
| 4    | 2008년 쓰촨 대지진                                 | 중국                      | 8.0  | $1,500억 달러 |
| 5    | 2010년 캔터베리 지진                               | 뉴질랜드                  | 7.0  | $400억 달러   |
| 6    | 2004년 니가타현 주에쓰 지진                        | 일본                      | 6.8  | $280억 달러   |
| 7    | 2011년 시킴 지진                                   | 인도, 중국, 네팔, 부탄 등 | 6.9  | $223억 달러   |
| 8    | 1999년 이즈미트 지진                               | 튀르키예                  | 7.6  | $200억 달러   |
| 9    | 2009년 라퀼라 지진                                 | 이탈리아                  | 6.3  | $160억 달러   |
| 10   | 2012년 북이탈리아 지진                             | 이탈리아                  | 6.1  | $158억 달러   |

## 사망자수 순 지진 목록
아래 목록은 최소 10만 명 이상의 사망자가 발생한 지진의 목록이다.
| 순위 | 지진                    | 날짜             | 진앙                                     | 사망자수                                                             | 규모    | 참조 |
| ---- | ----------------------- | ---------------- | ---------------------------------------- | -------------------------------------------------------------------- | ------- | --- |
| 1    | 1556년 섬서 대지진      | 1556년 1월 23일  | 명나라 섬서성                            | 100,000 (지진으로 직접 사망), (820,000–830,000 (최대 사망자수 추정)) | 8.0     | 섬서성에 발생한 사망자수 추정이다. |
| 2    | 1976년 탕산 지진        | 1976년 7월 28일  | 중화인민공화국 허베이성                  | 242,769–700,000+                                                     | 7.8     | 정부 공식 발표 수치는 242,769명이며 국제합동통신(UPI)에서는 초기 보도에서 사망자를 최대 70만명에서 75만명 이상으로 추정했다. |
| 3    | 1920년 하이위안 지진    | 1920년 12월 16일 | 중화민국 닝샤성                          | 273,400                                                              | 7.8     | 대부분 지반 파열과 산사태로 인한 피해가 집중되었다. |
| 4    | 526년 안티오케이아 지진 | 526년 5월 21일   | 비잔티움 제국 안티오케이아 (현 튀르키예) | 250,000                                                              | 7.0     | 프로코피오스 (II.14.6), 에페소스 요한의 기록에 추정. |
| 5    | 1139년 간자 지진        | 1139년 9월 30일  | 셀주크 제국 간자 (현 아제르바이잔)       | 230,000–300,000                                                      | 7.0 Mw  | 이 지진의 사망자수는 1137년 11월 발생한 알자지라평원 지진과 1138년 알레포 지진에서 발생한 수치와 혼동되어 서로 섞여 기록되기도 했다. |
| 6    | 2004년 인도양 지진해일  | 2004년 12월 26일 | 인도네시아 수마트라섬 서부 해역          | 227,898                                                              | 9.1–9.3 | 기록상 가장 사망자수가 많은 지진해일이 일어났다. 14개국에서 약 23만명에 가까운 사망자가 발생했다. |
| 7    | 1138년 알레포 지진      | 1138년 10월 11일 | 셀주크 제국 알레포 (현 시리아)           | 130,000–230,000                                                      | 7.1     | 23만명 사망자라는 수치는 1138년 알레포 지진과 1137년 11월 알자지라평원 지진, 1139년 간자 지진 세 지진의 사망자수 수치가 합쳐진 수치로 추정되며 세 지진의 사망자를 서로 혼동해서 사서에 기록된 경우도 많다. 알레포 지진의 사망자수를 23만명이라고 최초로 언급한 문헌은 15세기 이븐 타그리비르디의 저서이다. |
| 8    | 2010년 아이티 지진      | 2010년 1월 12일  | 아이티                                   | 100,000–316,000 (추정)                                               | 7.0     | 사망자수 수치는 316,000명(아이티 정부 추정)에서부터 222,570명(UN OCHA 추정), 158,000명(Medicine, Conflict and Survival 추정), 85,000명과 46,000명(USAID 의뢰 보고서) 등 매우 큰 차이가 난다. |
| 9    | 1303년 훙둥 지진        | 1303년 7월 25일  | 원나라 산서성                            | 200,000                                                              | 8.0     | 지진으로 타이위안과 평양이 완전히 평탄화되었다. |
| 10   | 856년 담간 지진         | 856년 12월 22일  | 아바스 칼리파국 담간 (현 이란)           | 200,000                                                              | 7.9 Ms  | |
| 11   | 893년 아르다빌 지진     | 893년 3월 22일   | 아바스 칼리파국 아르다빌 (현 이란)       | 150,000                                                              | 미상    | 지진 보고는 893년 드빈 지진에서 지진이 일어난 도시 이름인 드빈의 아랍어 표기인 'Dabil'를 'Ardabil'로 잘못 읽어서 혼동이 있다는 주장이 있다. 앞에서의 지진에 대한 문헌 신뢰성 문제 때문에 실제로는 일어나지 않았다는 "가짜 지진"이라는 주장도 있다. |
| 12   | 533년 알레포 지진       | 533년 11월 29일  | 비잔티움 제국 알레포 (현 시리아)         | 130,000                                                              | 미상    | |
| 13   | 1908년 메시나 지진      | 1908년 12월 28일 | 이탈리아 왕국 메시나                     | 123,000                                                              | 7.1     | 오전 5시 20분경 30-40초간 땅이 흔들렸고 반경 300 km 이내에 파괴가 일어났다. 메시나 내 있던 건물의 91%가 파괴되었고 약 7만명의 주민이 사망했다. 구조대원은 수 주 동안 수색을 진행했다. 또한 최대 12 m에 달하는 지진해일이 지중해 해안 전역을 강타해 추가로 사망자가 발생했다. |
| 14   | 1948년 아시가바트 지진  | 1948년 10월 6일  | 소련 투르크멘 SSR 아시가바트             | 10,000–110,000                                                       | 7.3 Ms  | |
| 15   | 1923년 간토대지진       | 1923년 9월 1일   | 일본 제국 간토 지방                      | 105,385                                                              | 7.9     | 사가미만에 있는 이즈오섬 인근에서 지진이 발생했으며, 오전 11시 58분경 간토 평야 전체를 뒤흔들었다. 흔들림이 지속된 시간은 4분에서 10분 정도로 보고되었으며 지진으로 도쿄, 요코하마시, 지바현, 가나가와현, 시즈오카현에서 큰 피해를 입었다. 가마쿠라시에 있는 93t의 대불상도 지진으로 미끄러졌다. 사망자 추정치는 10만명에서 최대 142,800명까지로 추정되며 후자 수치는 사망한 것으로 추정되는 4만명의 실종자가 포함되어 있다. |
| 16   | 1290년 직례 지진        | 1290년 9월 27일  | 원나라 닝청현                            | 100,000                                                              | 6.8 Ms  | |

## 지진 시기순 목록

### 세기순
- 1900년 이전
- 1901-2000년 (20세기)
- 2001년-현재 (21세기)

### 연도순
- 2025년
- 2024년
- 2023년
- 2022년
- 2021년
- 2020년
- 2019년
- 2018년
- 2017년
- 2016년
- 2015년
- 2014년
- 2013년
- 2012년
- 2011년
- 2010년
- 2009년
- 2008년
- 2007년
- 2006년
- 2005년
- 2004년
- 2003년
- 2002년
- 2001년
- 2000년
- 1999년
- 1998년
- 1997년
- 1996년
- 1995년
- 1994년
- 1993년
- 1992년
- 1991년
- 1990년
- 1989년
- 1988년
- 1987년
- 1986년
- 1985년
- 1984년
- 1983년
- 1982년
- 1981년
- 1980년
- 1979년
- 1978년
- 1977년
- 1976년
- 1975년
- 1974년
- 1973년
- 1972년
- 1971년
- 1970년
- 1969년
- 1968년
- 1967년
- 1966년
- 1965년
- 1964년
- 1963년
- 1962년
- 1961년
- 1960년
- 1959년
- 1958년
- 1957년
- 1956년
- 1955년
- 1954년
- 1953년
- 1952년
- 1951년
- 1950년
- 1949년
- 1948년
- 1947년
- 1946년
- 1945년
- 1944년
- 1943년
- 1942년
- 1941년
- 1940년
- 1939년
- 1938년
- 1937년
- 1936년
- 1935년
- 1934년
- 1933년
- 1932년
- 1931년
- 1930년
- 1929년
- 1928년
- 1927년
- 1926년
- 1925년
- 1924년
- 1923년
- 1922년
- 1921년
- 1920년
- 1919년
- 1918년
- 1917년
- 1916년
- 1915년
- 1914년
- 1913년
- 1912년
- 1911년
- 1910년
- 1909년
- 1908년
- 1907년
- 1906년
- 1905년
- 1904년
- 1903년
- 1902년
- 1901년
- 1900년

## 국가별 지진 목록
- 가나
- 과테말라
- 괌
- 그리스
- 남아프리카 공화국
- 네덜란드
- 네팔
- 뉴질랜드
- 니카라과
- 대만
- 도미니카 공화국
- 독일
- 동티모르
- 러시아
- 레바논
- 루마니아
  - 브란체아주
- 말레이시아
- 멕시코
- 모로코
- 미국
  - 네바다주
  - 몬태나주
  - 사우스캐롤라이나주
  - 알래스카주
  - 오클라호마주
  - 워싱턴주
  - 유타주
  - 일리노이주
  - 캘리포니아주
  - 텍사스주
  - 푸에르토리코
  - 하와이주
- 미얀마
- 바누아투
- 방글라데시
- 베네수엘라
- 보스니아 헤르체고비나
- 불가리아
- 브라질
- 사모아
- 사우디아라비아
- 솔로몬 제도
- 슬로베니아
- 시리아
- 아르메니아
- 아르헨티나
  - 멘도사주
- 아이슬란드
- 아이티
- 아제르바이잔
- 아프가니스탄
- 알바니아
- 알제리
- 에리트리아
- 에스파냐
- 에티오피아
- 에콰도르
- 엘살바도르
- 영국
- 예멘
- 오스트레일리아
- 요르단
- 이란
- 이스라엘
- 이집트
- 이탈리아
  - 이르피니아
- 인도
- 인도네시아
- 일본
- 조지아
- 중국
  - 쓰촨성
  - 윈난성
- 칠레
- 캐나다
- 코소보
- 코스타리카
- 콜롬비아
- 콩고 민주 공화국
- 쿠바
- 크로아티아
- 키르기스스탄
- 키프로스
- 타지키스탄
- 태국
- 통가
- 튀르키예
- 파나마
- 파키스탄
- 파푸아뉴기니
- 팔레스타인
- 페루
- 포르투갈
  - 아조레스 제도
- 프랑스
- 피지
- 필리핀
- 한국

## 연구 논문이 많은 순 지진 목록
국제지진센터(ISC)에서 해당 지진을 다룬 과학 논문(대부분 영문)을 계산한 개수를 기준으로 연구 논문이 많은 순으로 50개 지진을 나열했다. ISC 번호를 누르면 해당 지진에 대한 ISC의 지진 참고문헌 목록을 볼 수 있다.
| 순위 | 지진 발생 시각      | ISC 번호 # | 논문 갯수 | ISC 코드                | 지진                           |
| ---- | ------------------- | ---------- | --------- | ----------------------- | ------------------------------ |
| 1    | 2011-03-11 05:46:23 | 16461282   | 1992      | TOHOKU2011              | 도호쿠 지방 태평양 해역 지진   |
| 2    | 2008-05-12 06:28:00 | 13228121   | 1641      | WENCHUAN2008            | 2008년 쓰촨 대지진             |
| 3    | 2004-12-26 00:58:52 | 7453151    | 948       | SUMATRA2004             | 2004년 인도양 지진해일         |
| 4    | 1999-09-20 17:47:16 | 1718616    | 753       | CHI-CHI1999             | 921 대지진                     |
| 5    | 1995-01-16 20:46:51 | 124708     | 536       | SHYOGO1995              | 효고현 남부 지진               |
| 6    | 1994-01-17 12:30:54 | 189275     | 530       | NORTHRIDGE1994          | 노스리지 지진                  |
| 7    | 2010-02-27 06:34:13 | 14340585   | 515       | MAULE2010               | 2010년 칠레 지진               |
| 8    | 2009-04-06 01:32:42 | 13438018   | 511       | LAQUILA2009             | 2009년 라퀼라 지진             |
| 9    | 1989-10-18 00:04:14 | 389808     | 508       | LOMAPRIETA1989          | 1989년 로마프리타 지진         |
| 10   | 2015-04-25 06:11:26 | 607208674  | 488       | GORKHA2015              | 2015년 4월 네팔 지진           |
| 11   | 1992-06-28 11:57:35 | 289086     | 429       | LANDERS1992             | 1992년 랜더스 지진             |
| 12   | 1999-08-17 00:01:38 | 1655218    | 415       | IZMIT1999               | 1999년 이즈미트 지진           |
| 13   | 2016-04-15 16:25:06 | 610289055  | 339       | KUMAMOTO2016            | 2016년 구마모토 지진           |
| 14   | 1964-03-28 03:36:13 | 869809     | 327       | ALASKA1964              | 1964년 알래스카 지진           |
| 15   | 2013-04-20 00:02:47 | 607304721  | 307       | LUSHAN2013              | 2013년 야안 지진               |
| 16   | 1960-05-22 19:11:20 | 879136     | 280       | CHILE1960               | 1960년 발디비아 지진           |
| 17   | 2010-09-03 16:35:46 | 15155483   | 251       | DARFIELD2010            | 2010년 캔터베리 지진           |
| 18   | 2001-01-26 03:16:40 | 1763683    | 251       | BHUJ2001                | 구자라트 지진                  |
| 19   | 1985-09-19 13:17:50 | 516095     | 249       | MEXICOCITY1985          | 1985년 멕시코시티 지진         |
| 20   | 2016-08-24 01:36:33 | 611462212  | 248       | AMATRICE2016            | 2016년 8월 이탈리아 중부 지진  |
| 21   | 1971-02-09 14:00:40 | 787038     | 241       | SANFERNANDO1971         | 1971년 샌페르난도 지진         |
| 22   | 1976-07-27 19:42:53 | 711732     | 232       | TANGSHAN1976            | 탕산 지진                      |
| 23   | 2016-11-13 11:02:59 | 615035032  | 228       | KAIKOURA2016            | 2016년 카이코우라 지진         |
| 24   | 2003-09-25 19:50:07 | 7134409    | 221       | TOKACHI-OKI2003         | 2003년 도카치 해역 지진        |
| 25   | 1980-11-23 18:34:52 | 635924     | 210       | IRPINIA1980             | 1980년 이르피니아 지진         |
| 26   | 2004-10-23 08:55:58 | 7421058    | 203       | MID-NIIGATA2004         | 니가타현 주에쓰 지진           |
| 27   | 1976-05-06 20:00:12 | 713583     | 198       | FRIULI1976              | 1976년 프리울리 지진           |
| 28   | 2012-05-20 02:03:53 | 601025379  | 197       | EMILIA2012A             | 2012년 북이탈리아 지진         |
| 29   | 2011-02-21 23:51:42 | 16168897   | 197       | CHRISTCHURCH2011A       | 2011년 크라이스트처치 지진     |
| 30   | 2019-07-06 03:19:55 | 616203758  | 194       | RIDGECREST2019B         | 2019년 리지크레스트 지진       |
| 31   | 2005-03-28 16:09:35 | 7486110    | 192       | NIAS2005                | 2005년 니아스-시멀루에이 지진  |
| 32   | 2004-09-28 17:15:24 | 7406045    | 191       | PARKFIELD2004           | 파크필드 지진                  |
| 33   | 2016-10-30 06:40:19 | 609624987  | 183       | NORCIA2016              | 2016년 10월 이탈리아 중부 지진 |
| 34   | 1999-10-16 09:46:45 | 1643776    | 179       | HECTOR-MINE1999         | 1999년 헥터마인 지진           |
| 35   | 2005-10-08 03:50:37 | 7703077    | 171       | KASHMIR2005             | 2005년 카슈미르 지진           |
| 36   | 2001-11-14 09:26:12 | 2331800    | 170       | KUNLUN2001              | 2001년 쿤룬 지진               |
| 37   | 1923-09-01 02:58:35 | 911526     | 170       | KANTO1923               | 간토 대지진                    |
| 38   | 2022-01-15 04:14:45 | 621831271  | 169       | HUNGATONGAHUNGAAPAI2022 | 2022년 훙가통가 해저화산 분화  |
| 39   | 1979-10-15 23:16:57 | 657282     | 163       | IMPERIAL1979            | 1979년 임페리얼벨리 지진       |
| 40   | 2015-09-16 22:54:30 | 611531714  | 161       | ILLAPEL2015             | 2015년 이야펠 지진             |
| 41   | 2002-11-03 22:12:41 | 6123395    | 160       | DENALI2002              | 2002년 데날리 지진             |
| 42   | 1999-11-12 16:57:19 | 1650092    | 159       | DUZCE1999               | 1999년 뒤즈제 지진             |
| 43   | 2014-04-01 23:46:47 | 610102185  | 154       | IQUIQUE2014             | 2014년 이키케 지진             |
| 44   | 2010-01-12 21:53:10 | 14226221   | 153       | HAITI2010               | 2010년 아이티 지진             |
| 45   | 2017-08-08 13:19:49 | 610874246  | 151       | JUIZHAIGOU2017          | 2017년 징허 지진               |
| 46   | 1988-12-07 07:41:24 | 417441     | 151       | ARMENIA1988             | 1988년 아르메니아 지진         |
| 47   | 2019-07-04 17:33:50 | 616217956  | 150       | RIDGECREST2019A         | 2019년 리지크레스트 지진       |
| 48   | 2003-12-26 01:56:53 | 7217667    | 145       | BAM2003                 | 2003년 밤 지진                 |
| 49   | 2010-04-04 22:40:43 | 600257057  | 145       | EL-MAYOR-CUCAPAH2010    | 2010년 바하칼리포르니아 지진   |
| 50   | 2012-05-29 07:00:04 | 605482196  | 144       | EMILIA2012B             | 2012년 북이탈리아 지진         |

출처: 그림 2, "The most studied events", ISC의 Overview of the ISC Event Bibliography에서 수정됨.
국제지진센터. 《Event Bibliography》. Thatcham, United Kingdom.  2024년 기준.

## 같이 보기
- 사망자수 순 자연재해 목록
- 연도순 지진 목록
- 해구형지진 목록